# Gladiateur
Pour les articles homonymes, voir Gladiateur (homonymie).

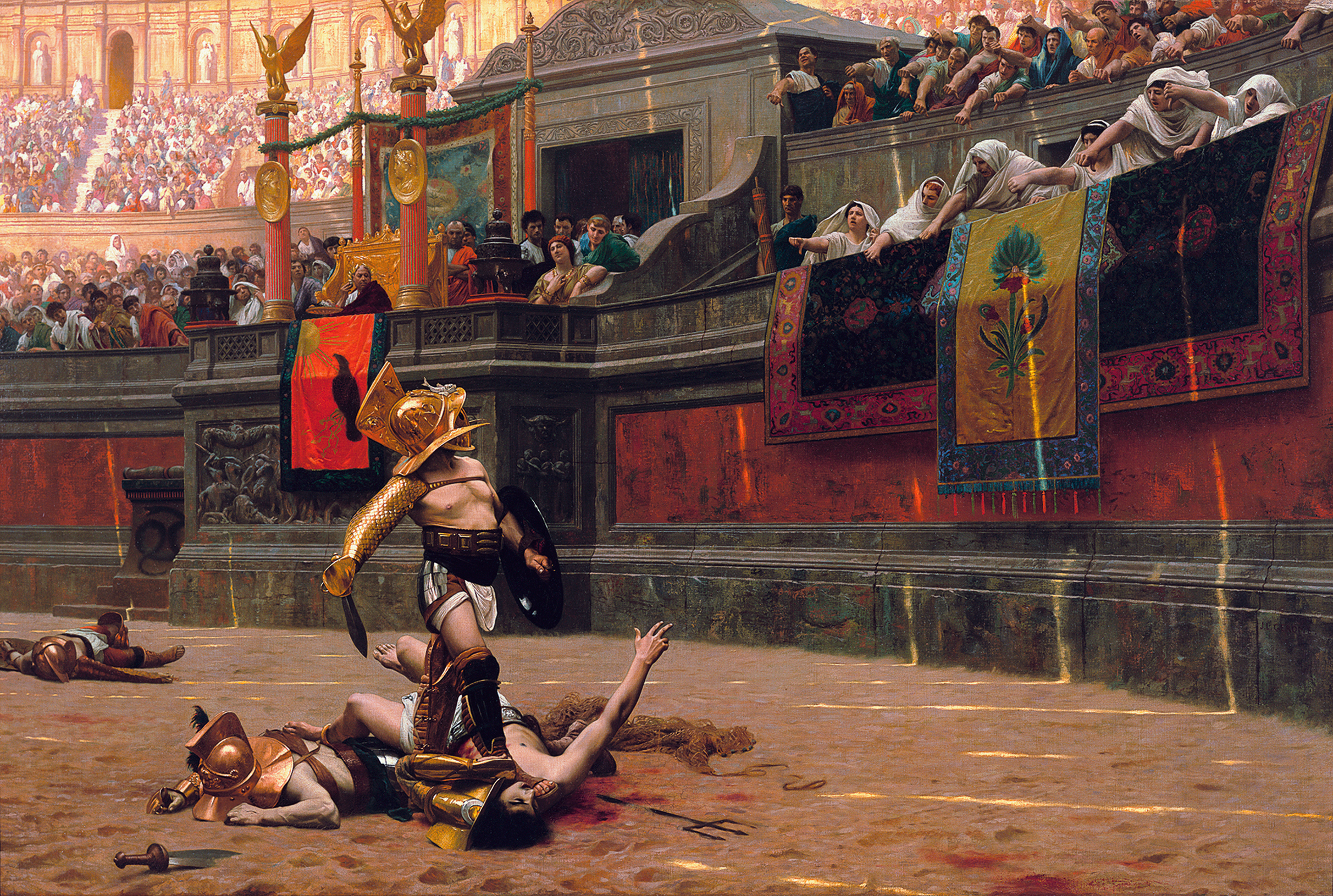
Pollice verso ou Bas Les Pouces de Jean-Léon Gérôme, 1872.
La vision romantique de la gladiature, le geste du pouce tourné vers le bas pour décider de la mort des gladiateurs, est fausse, mais est reprise dans de nombreux péplums, qui la popularisent auprès du grand public.

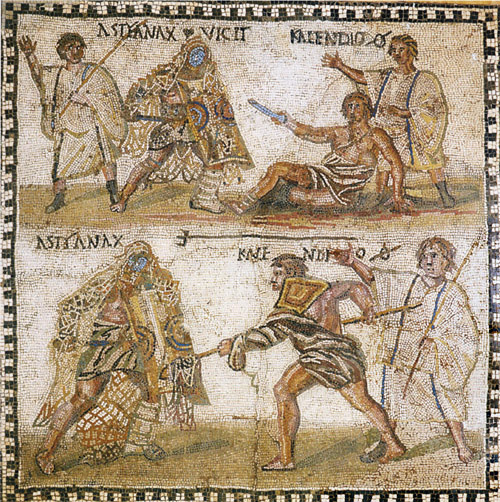
Deux phases d'un munus : dans le registre inférieur, le rétiaire Kalendio vient de couvrir de son le secutor Astyanax ; issue du combat sur le registre supérieur qui indique la future mort de Kalendio par la lettre Ꝋ. Une autre idée reçue doit être évacuée : les munera ne sont pas des boucheries aveugles mais un spectacle normalisé et codifié comme le montre la présence de deux arbitres qui peuvent à tout moment interrompre l'affrontement et ont un rôle important dans la décision finale du public et de l'éditeur quant au sort final du vaincu (mosaïque du IVe siècle conservée au Musée archéologique national de Madrid).

Les gladiateurs (du latin gladiatores, de gladius, glaive, signifiant « combattants à l'épée », ou « épéistes ») sont des combattants qui s'affrontent généralement par paires bien définies, chacun des deux adversaires appartenant à une catégorie appelée armatura, dotée d'armes, d'une panoplie et de techniques de combat spécifiques. Il s'agit de combats d'hommes athlétiques, plus rarement de femmes (les gladiatrices) et exceptionnellement de nains ou d'enfants.
Phénomène pluriséculaire, le combat spectacle a connu des formes diverses et plusieurs phases d'évolutions. Dans la Rome antique, l'origine du munus (l'affrontement de gladiateurs) se retrouve en Italie du sud, où le combat en armes entre membres de l'entourage du défunt ou de prisonniers de guerre a pour but d'honorer la mémoire d'un mort. Cet art martial devient dans l'empire romain un sport-spectacle codifié, exécuté par de vrais professionnels, mis en scène pour satisfaire la plèbe et offrir un divertissement de qualité où la mort est en jeu.
La gladiature est l'institution romaine qui fait combattre des gladiateurs lors de jeux de cirque. Plus qu'un amusement sanglant dont les arts visuels et la littérature continuent de véhiculer bon nombre de clichés (Pollice verso, mort systématique du vaincu, esclaves obligés de se battre contre leur gré, armes et panoplie fantastiques… autant de poncifs qui tirent généralement leur inspiration de la vision moralisante et du voyeurisme issus de l'époque romantique du XIXe siècle) contredits par les sources et l'archéologie expérimentale, la gladiature comprend différents aspects fondamentaux pour la compréhension de la civilisation romaine : aspects religieux (jeux funèbres, dimensions sacrée des Ludi), politiques (évergétisme, préparation idéologique à la guerre, propagande impériale), sportifs (entraînement, technicité très élaborée), militaires (incarnation de l'esprit combatif des Romains, de leur bravoure guerrière et leur mépris de la mort, vertus militaires formant l'un des piliers de la société romaine), économiques (poids financier de l'organisation des spectacles) et sociaux (panem et circenses, représentation symbolique, voire théâtrale, et sans mise à mort véritable).

## Histoire

### Sources

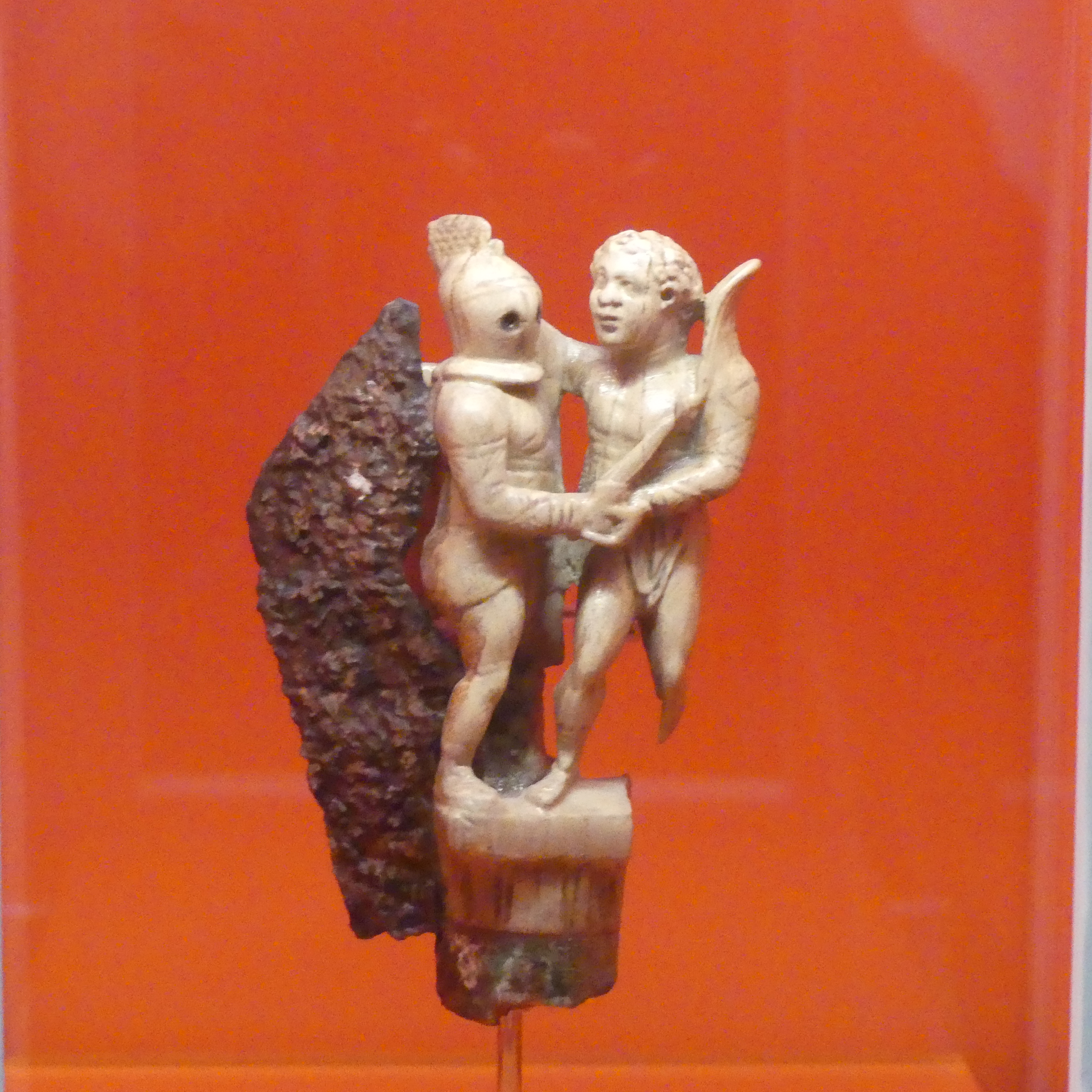
Phénomène de société, la gladiature orne les objets quotidiens les plus variés (lampes, vases, verres, gobelets, coupes…). Ici le manche de couteau en ivoire d'Avenches qui montre que les spectateurs affectionnent les plus belles passes dont les gladiateurs sont passés maîtres, avant de frissonner lors du moment fatal. Les combinaisons de ces différentes phases de combat varient à l'infini et c'est cela qui tient le public romain en haleine… La technicité de ces affrontements n'a donc rien à voir avec la vision cinématographique des gladiateurs.

Les sources sont relativement abondantes mais inégalement réparties dans le temps : elles ne manquent pas pour le Haut-empire, mais sont nettement plus rares pour les autres époques. Elles sont de nature diverse : sources littéraires, épigraphiques et iconographiques, mais également, quoique très rares, des artefacts.
Les Romains ne nous ont pas laissé de « traité » de gladiature. En compensation, nous disposons de nombreuses sources littéraires dont le sujet n'est pas la gladiature mais dans lesquelles on peut glaner des informations éparses.
L'iconographie est abondante (le corpus iconographique constitué par Éric Teyssier comprend près de 1 600 images) et les supports divers : mosaïques, bas-reliefs, statuettes, peintures, gobelets en verre moulé mais aussi des graffiti ainsi que de nombreux médaillons de lampes à huile. Elle nous renseigne sur la panoplie des gladiateurs ou encore sur leurs techniques de combat et leur évolution.
C'est l'épigraphie qui nous permet de découvrir des destins individuels au travers d'inscriptions funéraires riches en renseignements sur l'âge, l'origine, la carrière, la famille d'un gladiateur ou même sa mentalité.
Les artefacts sont rarissimes. La plupart des pièces d'équipement découvertes l'ont été dans un seul endroit, la caserne des gladiateurs de Pompéi.
Les plus anciennes représentations de combats rituels en Italie ont été retrouvées en Campanie dans des tombes lucaniennes à Paestum, datées entre 380 et 320 av. J.-C. À Rome, le plus ancien combat de gladiateurs mentionné dans les textes se déroule en 264 av. J.-C. avec trois paires d'esclaves, organisé lors des funérailles de son père par Decimus Junius Brutus sur le Forum Boarium, le marché aux bœufs de Rome, espace à caractère utilitaire et sans prestige situé près de l’extrémité nord du Circus Maximus.

### Origine

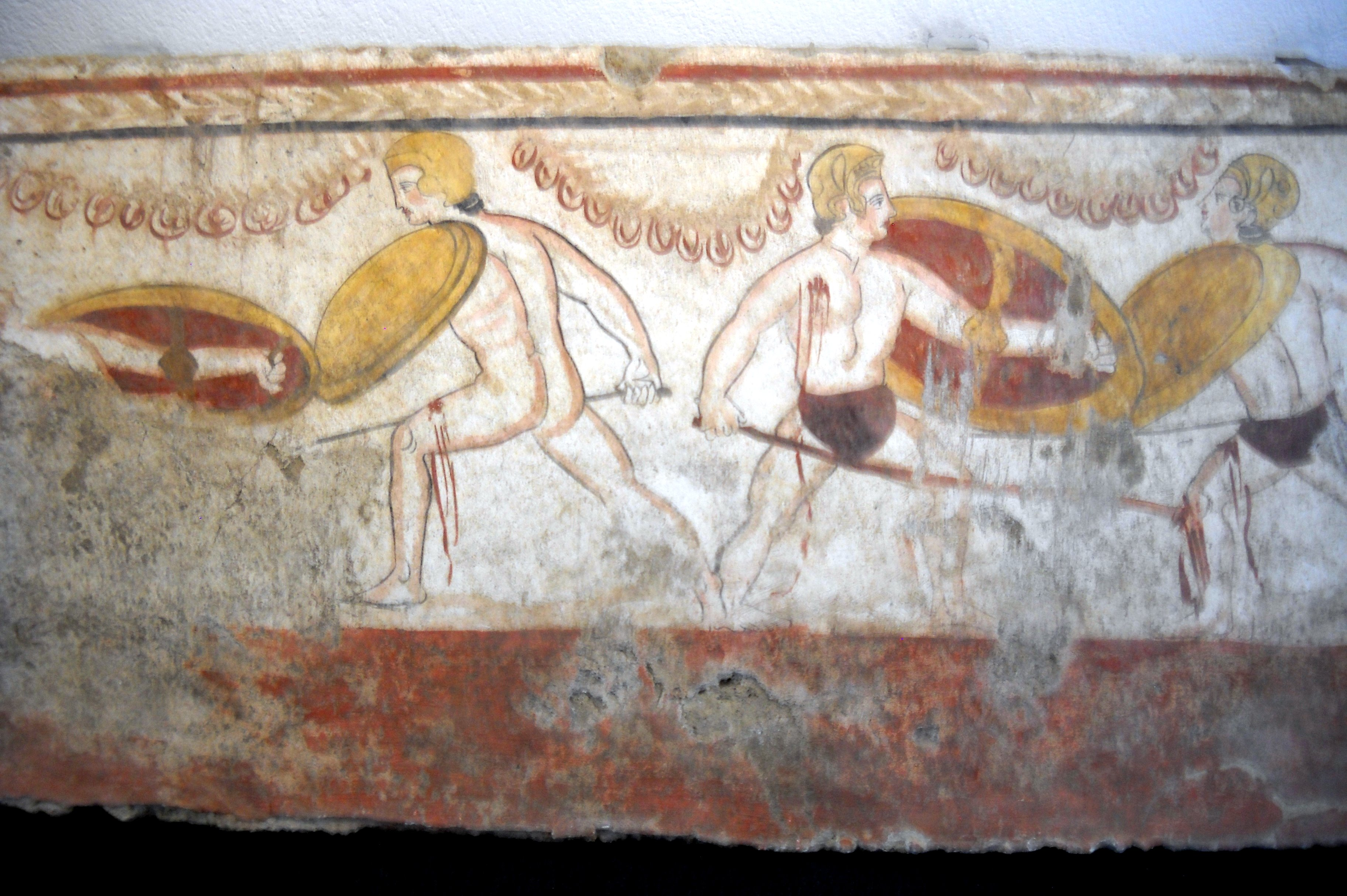
Tombe lucanienne de Pæstum (nécropole de Laghetto).
Peinture conservée au Musée de Pæstum.

Les historiens sont divisés à propos de l'origine des combats de gladiateurs. L'hypothèse étrusque de l'origine gladatorienne, reposant sur le récit unanime des auteurs antiques à ce sujet, a longtemps prévalu. Formulée dès 1845 par Wilhelm Henzen puis par Mommsen et Friedländer, elle s'appuie sur l'interprétation douteuse « des textes de trois auteurs, Nicolas de Damas, Tertullien et Isidore, des monuments mal datés et surtout l'idée discutable d'une cruauté spécifiquement étrusque ». En 1909, Fritz Weege (de) propose l'hypothèse osco-samnite en s'appuyant sur des peintures tombales de Campanie et de Lucanie (tombes lucaniennes à Paestum, datées entre 380 et 320 av. J.-C.) du début du IVe siècle av. J.-C. qui représenteraient des gladiateurs samnites. Le caractère funéraire de ces scènes ne fait aucun doute et les joutes de ces « prégladiateurs » sont représentées à côté d'autres jeux tels que des combats de boxe ou des courses de char. Elles ont lieu en présence d'un arbitre et on peut constater, sans autre précision, que le sang coule et qu'un des deux combattants s'est écroulé. Le mot latin munus (pluriel munera (en), libéralités offertes par de riches notables, la plus notable devenant le munus gladiatorium, le combat de gladiateurs) qui désigne le combat de gladiateurs signifie à l'origine « don » et s'inscrit parfaitement dans ce cadre funéraire. L'état actuel de la connaissance permet juste de dire que « au début du IVe siècle ou avant, la gladiature est inventée en Italie du Sud – création d'une population composite, osque, samnite, étrusque : on ne tentera pas de préciser davantage ».
Les écrits de Tertullien suggèrent que la gladiature est héritée de ce rite funéraire expiatoire et propitiatoire, variante du rituel sacrificiel humain pratiqué dans toutes les civilisations, dans le but d'honorer les esprits des défunts et se concilier les dieux infernaux par le don de sang humain en sacrifiant une partie de l'entourage du mort illustre (ses serviteurs, ses femmes) ou des prisonniers de guerre sur la tombe d'un guerrier. La gladiature serait un rite remplaçant ce sacrifice par un combat sur la tombe. Une hypothèse plus réaliste est que la gladiature serait une des épreuves des jeux funèbres (en) (ludi funèbres avec l'affrontement des gladiateurs bustuari — les gens du bûcher — près des bûchers funéraires) de nature agonistique et non pas sacrificielle. L'origine de la gladiature se trouverait ainsi dans une forme adoucie de sacrifice humain accompagnant les funérailles d'un grand personnage, comme cela se passe dans le chant XXIII de l'Iliade, Homère y racontant qu'après l'incinération de Patrocle, Achille organise des jeux funéraires en son honneur qui comporte une hoplomachie (combat en armes qui s'arrête au premier sang), disputée par Diomède et Ajax.

### Évolution
Le premier munus en l'honneur d'une femme est organisé en 46 av. J.-C. par César qui voue une cérémonie aux mânes de sa fille Julia et des jeux funéraires avec combats de gladiateurs. Le dernier munus funèbre est donné pour Agrippine, en 59, par les soins de Néron, son fils et son assassin.
La gladiature connaît une première évolution : la désacralisation des munera. Cette proto-gladiature, exclusivement funéraire jusqu'à la fin de la République (munus funéraire dont l'hommage au mort est progressivement confisqué par le vivant qui voit le moyen de supporter son ambitus, sa brigue électorale), devient ambivalente, comme les autres spectacles, le munus sacré devenant un jeu (ludus) profane. Ayant perdu progressivement le caractère funéraire et religieux, la gladiature qui se produit dans les forums s'exporte rapidement au rythme des conquêtes romaines. Les combats publics depuis 105 av. J.C. et organisés par des munéraires, se déroulent désormais dans le cadre d'une arène d'amphithéâtre (du latin arena, « sable » évitant aux combattants de glisser et destiné à absorber le sang des gladiateurs) et deviennent le spectacle favori de la foule romaine. Cette désacralisation conduit à la professionnalisation de la gladiature : la gladiature ethnique qui voit s'affronter du IIIe au Ier siècle av. J.-C. des esclaves ou des prisonniers de guerre portant leurs armes nationales (d'abord des Samnites, puis des Gaulois et enfin des Thraces) disparaît progressivement, à partir de  73 av. J.-C. (date de la guerre de Spartacus à partir de laquelle les autorités romaines réalisent qu'il est trop dangereux de composer une gladiature avec des esclaves hyper-entraînés, mais surtout en contentieux avec Rome), et est remplacée par une gladiature technique et sportive, où s'affrontent des volontaires (aristocrates dévoyés, plébéiens passionnés par ces combats, soldats démobilisés, et surtout hommes libres mais pauvres) confirmant leur désir par un serment (rapporté par Petrone dans le Satyricon) et constituant de nouvelles catégories de gladiateurs (armaturae) : secutor, rétiaire, mirmillon, etc. Organisés selon des modalités précises et des règles (lex pugnandi, lois du combat d'Auguste, renforcées par Tibère), les munera voyant l'affrontement de combattants bien entraînés — qu'il s'agisse d'hommes libres engagés ou d'esclaves — peuvent se terminer par la mort d'un des deux adversaires.
Le sénat exerce un contrôle croissant sur le munus annuel que donnent les préteurs afin de limiter le montant des sommes engagées, mais le nombre des combattants augmente de façon constante : par exemple de 22 paires en 216 av. J.C à 60 paires en 183 av. J.C.
Les empereurs ne se donnent pas de limites, comme Auguste qui engage sous son règne environ 10 000 gladiateurs pour offrir au peuple huit combats de gladiateurs, ce qui donne une moyenne de 1250 hommes, soit 625 paires par munus. Dès la fin de son règne, les jeux du cirque associent le spectacle phare de la journée, le combat de gladiateurs, avec le spectacle de chasse mettant en scène des animaux sauvages (venatio). Ces spectacles complets, appelés munera legitima ou justa (combats réguliers) comprennent des chasses et des combats d'animaux le matin, un intermède à la mi-journée et des combats de gladiateurs l'après-midi : l’intermède de mi-journée, qui correspond au moment des repas, est le moment où des condamnés sont forcés de combattre des fauves, dépourvus de toute arme (damnatio ad bestias) ; certains condamnés doivent également s'entretuer. De midi aux heures les plus chaudes de la journée se déroulent aussi les exécutions des condamnés à mort, le plus souvent accompagnées d'une mise en scène évoquant un mythe (reconstitutions mythologiques faisant intervenir des héros légendaires qui ont subi des morts violentes). À partir du règne d'Auguste, se développe hors de Rome le munus municipal donné par des magistrats (duumviri, sodales Augustales) ou des prêtres impériaux.

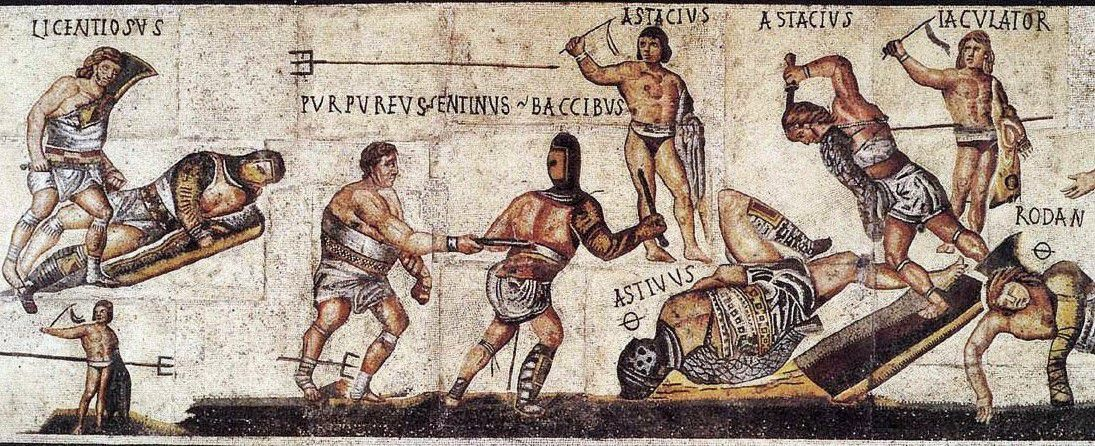
Le déclin de l'empire romain à partir du IIIe siècle entraîne un retour des combats entre prisonniers et la mort plus souvent représentée (mosaïque des Gladiateurs du IVe siècle).

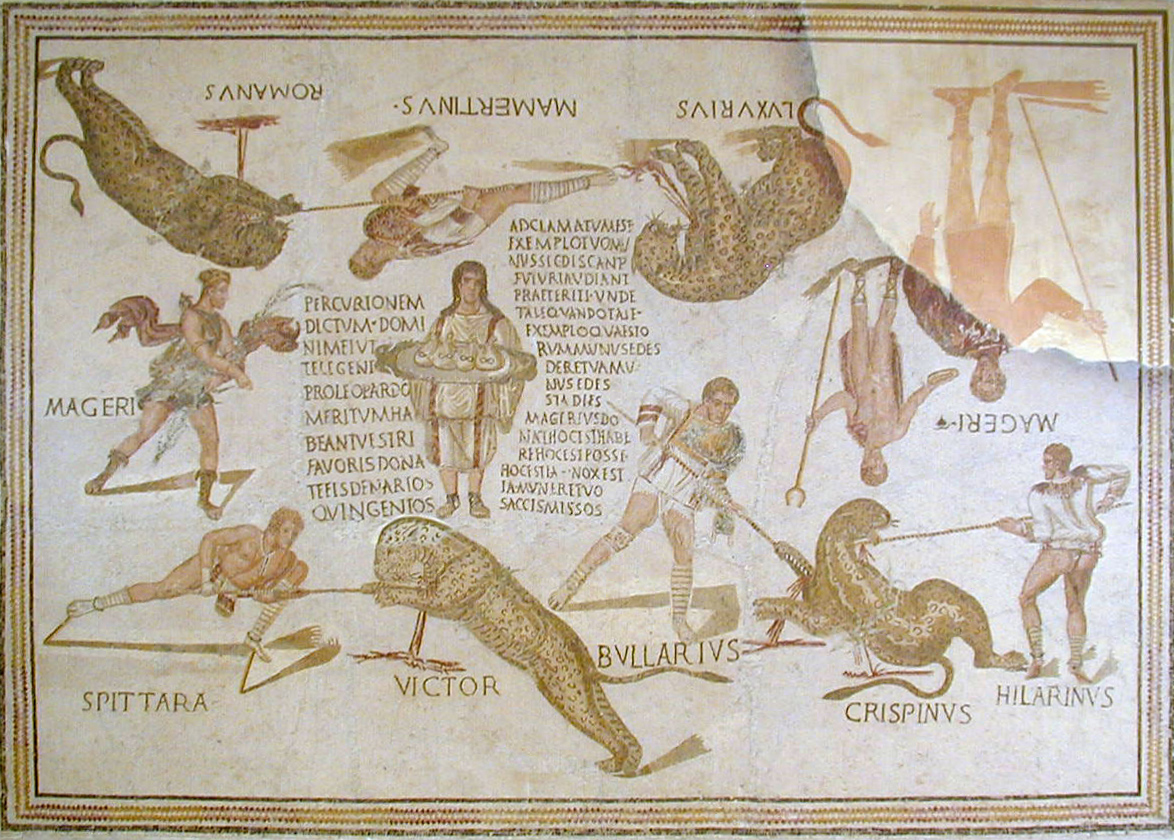
Dès le IIIe siècle, on observe le déplacement de l'évergétisme traditionnel (munera au bénéfice des cités et de leurs habitants) vers des dépenses personnelles de prestige, ou des venationes comme l'illustre la mosaïque de Magerius.

L'évergétisme impérial conduit à la surenchère dans la munificence : l'hommage à l'empereur munéraire se double d'une manifestation de dévotion impériale qui se manifeste par des acclamations lors des munera. Il conduit aussi à la spectacularisation des munera pour répondre à un public toujours plus exigeant, et à proposer, plus rarement des combats de femmes (les gladiatrices) et exceptionnellement de nains ou d'enfants. Dès le IIIe siècle, alors que les jeux et les combats de gladiateurs occupent une place déterminante dans le genre de vie romain (d'où le célèbre panem et circenses  de Juvénal), la crise économique qui touche l'empire romain entraîne la fermeture d'écoles de gladiateurs et d'amphithéâtres de province. Au début du IVe siècle, les munera font l'objet de restrictions par l'empereur Constantin Ier converti au christianisme (restrictions basées sur une réprobation morale de ces jeux cruels et homicides, mais surtout d'origine païenne, et dans lesquelles l'activité militante des chrétiens persécutés par plusieurs empereurs a certainement sa part), mesures qui ont un effet notable qu'à la fin du IVe siècle. Plus que les interdictions, les condamnations morales, notamment des auteurs chrétiens dont les anathèmes ont forgé la légende noire des gladiateurs, les principaux facteurs explicatifs proposés pour rendre compte de la disparition des munera sont : la désaffection d'une partie de l'opinion publique (désengouement moral devant la « brutalisation » et l'uniformisation de la gladiature induite par le tarissement des sources de recrutement et la fermeture des écoles d'entraînement), et la répugnance des élites à supporter le poids financier des munera à la suite de l’affaiblissement des villes et de la récession économique (le désintérêt du public pour ce spectacle passé de mode ne pouvant que satisfaire les empereurs chrétiens et les notables municipaux qui n'ont plus à se ruiner pour plaire),. Le déclin de ce spectacle s'explique aussi par les coûts croissants générés par la surenchère permanente de la gladiature (chaque empereur cherchant à éclipser la splendeur des combats précédents) qui incite les lanistes à gonfler leur prix automatiquement, ce qui aurait conduit les munéraires à délaisser ce spectacle au profit des venationes moins onéreuses puisque les éditeurs récupèrent à la fin des jeux une partie des bêtes et des bestiaires pour les produire ailleurs.

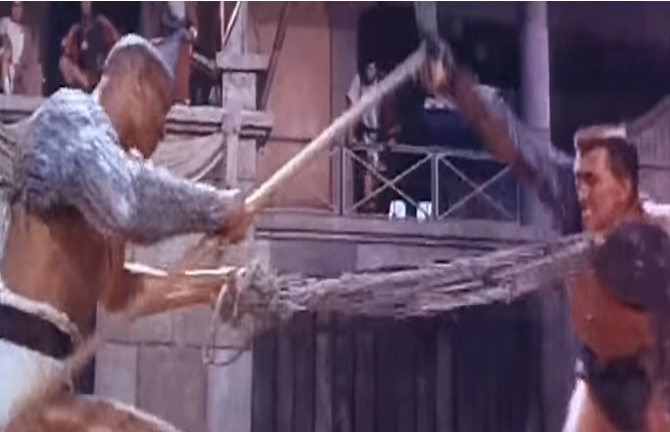
Le Spartacus de Kubrick (1960) est un des rares films dans lequel la mise en scène du munus prend peu de libertés historiques : le thrace aurait dû avoir un casque, un bouclier rectangulaire, deux protège-tibias et une dague courbe et le rétiaire un poignard, une manica et une large épaulière protégeant le bras gauche. La phrase « Ave Caesar morituri te salutant » adressée à l'empereur par les gladiateurs à leur entrée dans l'arène est un mythe (en fait, elle fut prononcée lors d'une naumachie), repris par Kubrick qui évoque l'univers de la corrida en plaçant le gladiateur du côté de la sauvagerie, présenté à la fois comme un taureau et un matador, un tueur et une victime.

Les chercheurs contemporains proposent une relecture originale de la gladiature qui fascine autant qu'elle divise les historiens depuis l'ère romantique et les révolutions européennes du XIXe siècle. Ces dernières manifestent l'alliance de l'idée de démocratie avec l'affirmation nationale qui porte en elle une quête des origines afin que les peuples puissent fonder leur cohésion nationale sur des éléments littéraires et iconographiques puissants (littérature et historicisme). Dans cette optique, les artistes érudits de cette époque (écrivains, peintres, architectes, musiciens qui connaissent bien leurs « classiques », Martial, Suétone) cherchent une réhabilitation du passé chrétien (fin de l'Antiquité et Moyen Âge) méprisé par les philosophes du siècle des Lumières, substituant le sentiment et l'esthétique comme champ privilégié de l'investigation au modèle rationnel issu de ces philosophes. C'est ainsi que des romans à succès, Fabiola ou l'Église des catacombes (en) du cardinal Nicholas Wiseman (1854) ou Quo vadis ? d'Henryk Sienkiewicz (1896), font l'objet d'adaptations au cinéma qui lancent de fabuleuses reconstitutions historiques mettant en scène des munera. Mais ce sont les peintres pompiers et les architectes antiquaires qui fixent des images et clichés (Pollice verso, mort systématique du vaincu, esclaves obligés de se battre contre leur gré et sacrifiés sur l'autel de la cruauté et du sadisme des Romains, armes et panoplies fantastiques..) dont s'inspirent les cinéastes du début du XXe siècle. Malgré les travaux des historiens actuels, le péplum hollywoodien contemporain qui marque un renouveau de ce genre cinématographique avec des films comme Gladiator (néo-péplum de Ridley Scott sorti en 2000), reprend, de manière presque nécessaire, ces poncifs fixés dans l'imaginaire collectif.

### Terminologie
Si la gladiature a laissé des traces dans la langue : le laniste est un marchand et un propriétaire de gladiateurs, mais aussi un entraîneur appelé magister, mot à l'origine du terme maître d'armes. Le mot bataille provient du bas latin battuere, « frapper, battre » (depuis Plaute), qui sert à caractériser l'escrime que pratiquent les gladiateurs avec la baguette (la rudis), entraînement que le consul P. Rutilius est le premier à imposer aux légionnaires en 46 av. J.-C. selon Valère Maxime.

## Recrutement
Les combattants deviennent très vite des professionnels. Cette professionnalisation pourrait déjà être effective à la fin du IIIe siècle av. J.-C., si l'on s'en tient à cette phrase de Tite-Live à propos du munus offert par Scipion l'Africain en 206 av. J.-C. : « Les gladiateurs de ce spectacle ne furent pas de ces hommes dont les entrepreneurs forment d'habitude leurs paires, esclaves descendant du plateau de vente, ou hommes libres qui mettent leur sang à prix... », sans qu'on puisse cependant exclure qu'il s'agit d'un anachronisme de la part de l'auteur.
Ces hommes libres signent un contrat, l'auctoratio. À la fin de la République, le personnage de « l'engagé », l’auctoratus (« celui qui se vend »), fait partie des personnages des atellanes (fables bouffonnes d'origine osque fort prisées à Rome), comme en témoigne une pièce appelée Bucco auctoratus écrite vers 100 av. J.-C. par Lucius Pomponius.
Cet engagement est soumis par le législateur à une procédure dont l'origine pourrait remonter à la haute époque républicaine, au temps où les puissantes familles (gentes) qui dominaient Rome s'entouraient d'une armée privée.
Le candidat-gladiateur fait une déclaration appelée professio devant un tribun de la plèbe, qui a sans doute pour but d'éviter que certains ne s'engagent inconsidérément.
Ensuite, après avoir signé son contrat dans lequel est précisé la durée du contrat ou le nombre maximum de combats convenus avec le laniste, il prête le serment gladiatorien, dont la formule est conservée dans plusieurs textes et en particulier dans un passage de Pétrone : « Nous lui prêtâmes serment de supporter le feu, les chaînes, les coups, la mort par le fer… Comme des gladiateurs régulièrement engagés, nous consacrons de la façon la plus totale à notre maître, et notre corps et notre vie. » Le nouveau gladiateur reconnaît donc au laniste un droit de torture et d'emprisonnement, en cas de désobéissance ou de manque de combativité.
Il reçoit la prime (pretium) prévue dans le contrat. Elle peut être extrêmement modeste, mais également devenir considérable si, par exemple, il s'agit d'un vétéran réputé qui rempile. Lors du munus qui suit l'auctoratio, on frappe le nouveau gladiateur — probablement symboliquement — de verges, manifestant ainsi publiquement qu'il abandonne son statut de citoyen pour celui, infâme, de gladiateur.
Si les gladiateurs qui survivaient assez longtemps pour être dégagés des termes du contrat avaient bien combattu et acquis une renommée suffisante, ils avaient gagné assez d'argent pour s'assurer une vie d'un niveau supérieur et quitter ainsi la pauvreté.
La recherche du spectaculaire amena à l'organisation de combats de femmes, attestés par quelques auteurs comme Juvénal, qui se moqua des participantes, Suétone, Tacite et Pétrone, et confirmés par une sculpture d'Halicarnasse représentant deux femmes gladiatrices, et une inscription d'Ostie. Les combats de femmes furent interdits en 200 par Septime Sévère,.

## Cadre professionnel

### Les écoles (ludi)

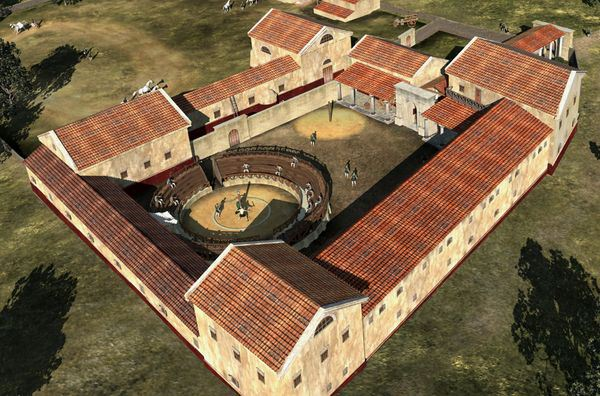
Reconstitution d'une école de gladiateurs sur le site de Carnuntum. De grands bâtiments à étages sont dotés d'une arène d'entraînement dans une cour rectangulaire centrale entourée de portiques. Les portiques abritent le logement du laniste, les salles communes (réfectoire, complexe de bains, salle d'exercice couverte pour les jours de mauvais temps, cuisines, infirmerie…), l'armurerie, et, les étages, les chambres des gladiateurs, les cellae, à deux ou individuelles.

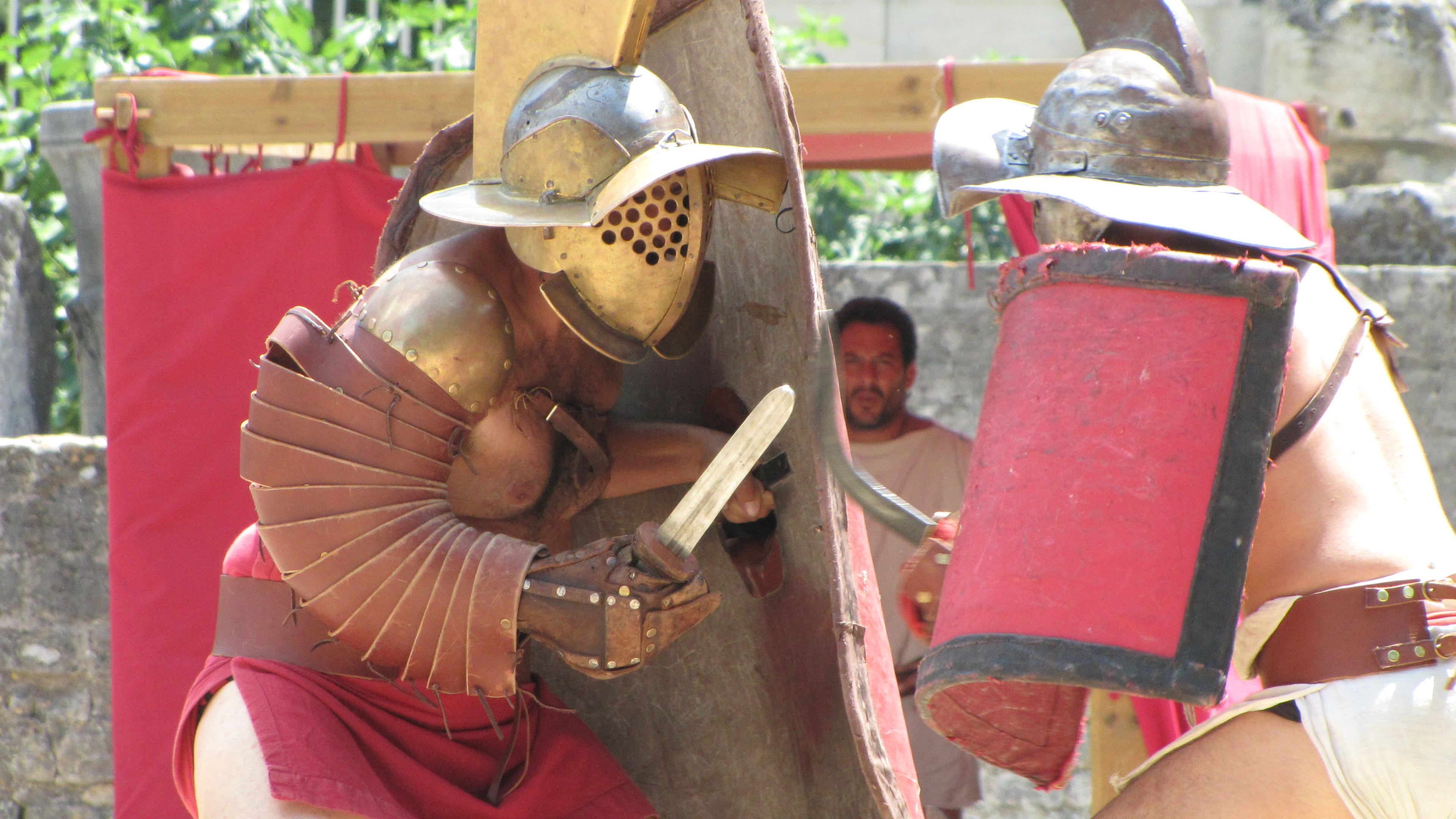
Reconstitution de combat de gladiateur dans les arènes d'Arles.

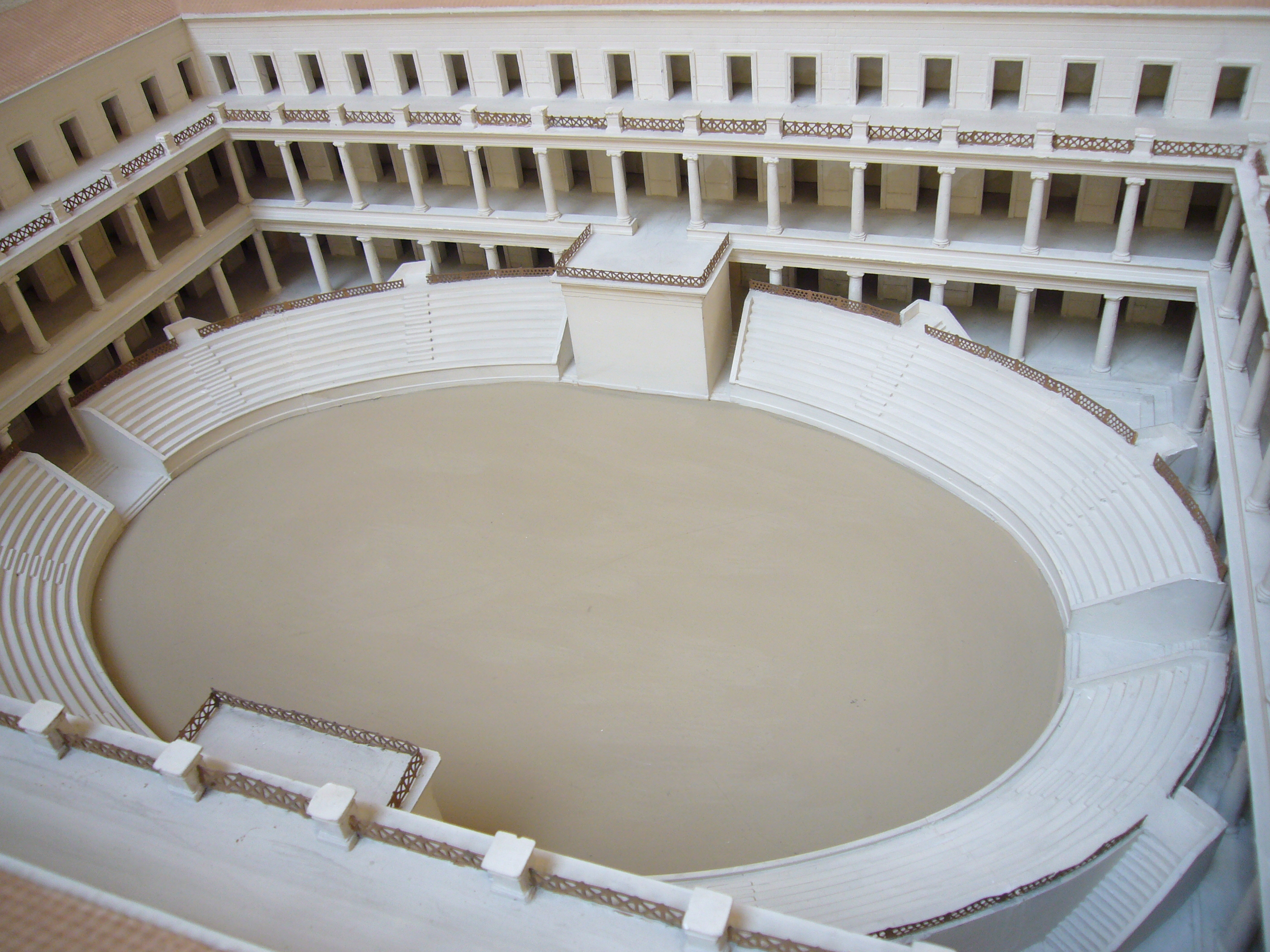
Maquette du Ludus Magnus.

Les combattants étaient entraînés dans des écoles de gladiateurs, appelées ludi (singulier : ludus). Ces écoles faisant office de prison puis de caserne avec la professionnalisation de la gladiature, appartenaient à des lanistes, riches hommes libres propriétaires d'une école, ou à l'empereur via des écoles impériales. Ceux-ci sont secondés par une organisation hiérarchisée (commis, masseurs, cuisiniers, armurier ou manicarius, médecins, instructeurs ou doctores). Les ludi étaient dispersées dans l'Empire : dans la péninsule Ibérique (en Bétique et en Tarraconaise), en Gaule narbonnaise (Nîmes, Narbonne, Draguignan, Die), en Europe centrale (Carnuntum, près de Vienne)… Celles d'Aquilée et de Capoue étaient renommées. Dans la moitié orientale de l'Empire, celle d'Ancyre, de Thessalonique, de Pergame et d'Alexandrie étaient également réputées.
À côté des ludi privés, à Rome où la préparation des jeux était devenue un monopole de l'empereur, on construisit des écoles impériales. Quatre grandes écoles construites par Domitien étaient implantées à proximité du Colisée : le ludus Magnus, le ludus matutinus, le ludus dacicus et le ludus gallicus. Dans ce secteur, outre les écoles, se trouvaient d'autres édifices tels que le spoliarium (la morgue), le saniarium (l'hôpital), l'armamentarium (arsenal conservant les armes des gladiateurs) et le summum choragium (bâtiment où l'on fabrique et conserve l'appareil scénique). Le plan de chaque caserne-école était identique, simple et fonctionnel : des cellules d'habitation et de service desservies par une galerie, se déployaient autour d'une aire d'entraînement. La plus célèbre de ces écoles fut le ludus magnus, la grande caserne. Son directeur était un personnage important car, pour la plèbe romaine comme pour l'empereur, l'organisation des spectacles occupait une place de choix dans la vie quotidienne de la cité. Cette charge bien payée (200 000 sesterces) avait les faveurs de l'empereur.
À Pompéi, deux casernes de gladiateurs se seraient succédé. La présence de quelque 120 graffitis, probablement gravés par des gladiateurs en souvenir de leurs victoires ou de leurs conquêtes amoureuses, a amené les spécialistes à identifier une demeure connue sous le nom de maison des gladiateurs (V, 5,3) avec une caserne. On estime que 5 à 20 gladiateurs auraient pu y loger. Après que la ville eut été touchée par un tremblement de terre en 62 qui endommagea probablement cet édifice, le quadriportique, situé derrière le mur de scène du théâtre, fut transformé en caserne. On a déduit la fonction du bâtiment des quinze casques ainsi que d'autres pièces défensives, parmi lesquelles des jambières et des épaulières, découverts lors des premières fouilles en 1766. Tous les accès, sauf l'entrée principale, furent condamnés. Des cellules furent créées au rez-de-chaussée et à l'étage, ainsi qu'une immense cuisine, une salle de réunion et un appartement pour le laniste autour de l'aire centrale qui servait de terrain d'entraînement.
En 2011, un ludus gladiatorius a été découvert à proximité du grand amphithéâtre de la ville antique de Carnuntum, près de Vienne (Autriche). Le complexe de bâtiments, détecté au radar par les archéologues, est d'une superficie de 2 800 m2, est composé de plusieurs bâtiments entourant une cour intérieure, comprenant une petite arène d'entrainement de 19 m de diamètre. Les cellules des gladiateurs sont de petites pièces individuelles de 5 m2. L'agencement de l'ensemble rappelle le Ludus Magnus de Rome.

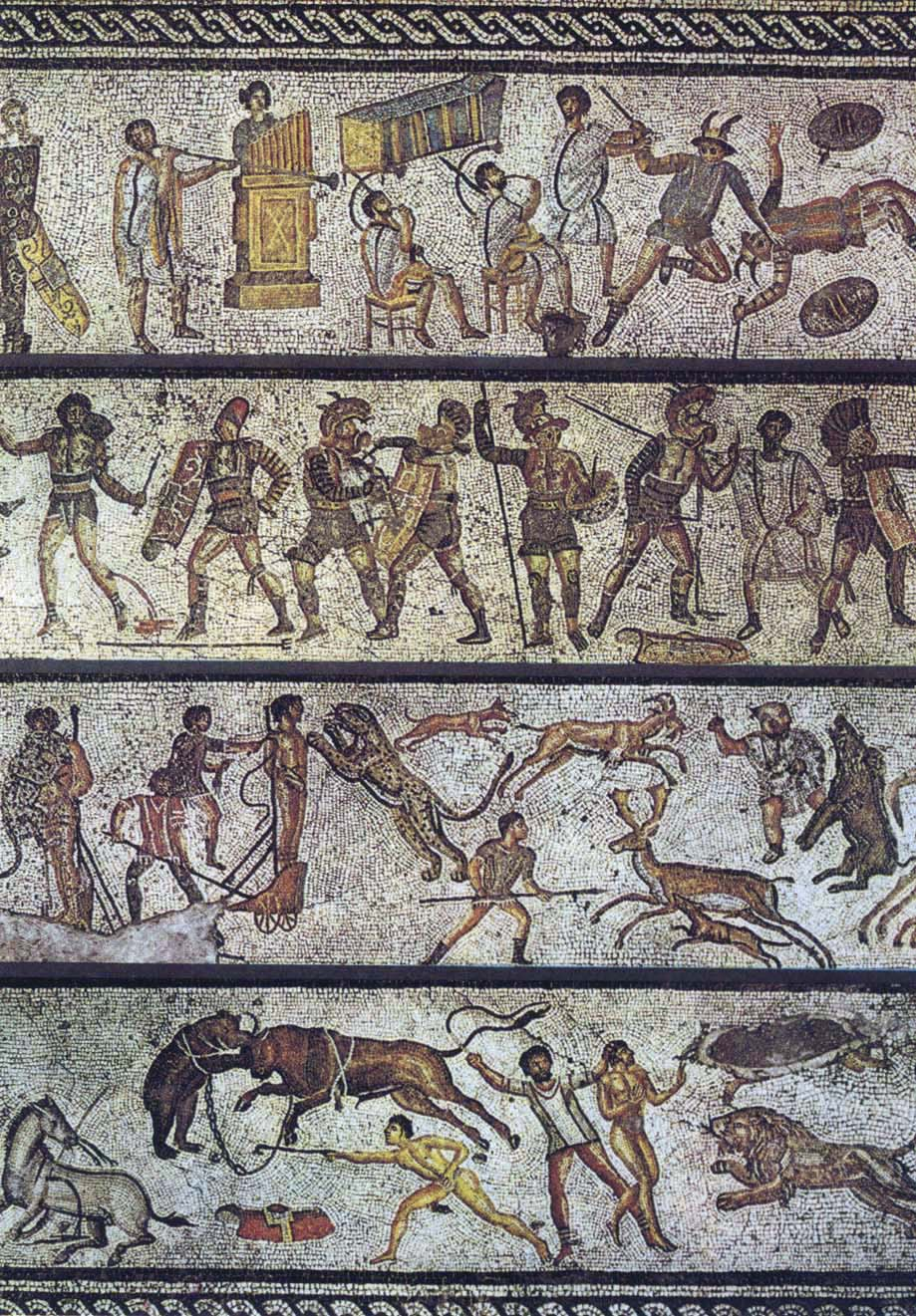
La présente sur la frise supérieure un orchestre et un duel d'equites. La frise en dessous présente plusieurs munera (spectacle de l'après-midi). Les frises inférieures sont consacrées à la représentation d'une venatio (spectacle du matin) et d'une damnatio ad bestias (spectacle de midi) qui mettent aux prises des bestiaires contre des animaux sauvages.

Suivant le rythme des combats, les gladiateurs voyageaient fréquemment d'un bout à l'autre de l'Empire. Cette mobilité variait suivant les contrats négociés entre les munéraires et les lanistes. Pompéi attirait des gladiateurs venus de toute la Campanie et de Capoue notamment. Ce nomadisme affectait bien entendu le personnel du spectacle dans son ensemble. Les mouvements se faisaient aussi bien de l'Occident vers l'Orient que dans le sens inverse. Beaucoup de gladiateurs grecs ou orientaux furent ainsi engagés dans les combats de gladiateurs en Occident. Des troupes de combattants de l'arène suivaient aussi les empereurs en déplacement : Caligula, en visite à Lyon, donna un munus avec ses propres hommes.

### Types de gladiateurs
De nombreux types de gladiateurs (armaturæ) sont énumérés dans les textes historiques. Cependant, seulement six composent l'énorme majorité du corpus iconographique connu actuellement :
- provocator : gladiateur qui commence, qui débute. C'est avec ce type de gladiateur que l'après-midi de jeux démarre, mais aussi c'est par cette armatura que le gladiateur débutant commencera son cursus au sein de l'école de gladiateur ;
- thrace (Thrax) : gladiateur de la famille à petit bouclier, les parmati. Il porte un casque à large bord et à visière, une épée recourbée et un petit bouclier carré ou rond. Son adversaire principal est le mirmillon, et plus rarement l'hoplomaque. Il porte ce nom en référence à un pays situé au nord-est de la Grèce ;
- mirmillon (murmillo) : gladiateur de la famille à grand bouclier, les scutati. Il a un casque avec une crête qui ressemble à une nageoire de poisson, une épée et un grand bouclier. Son adversaire principal est le thrace ou l'hoplomaque, parfois le rétiaire, bien que durant l'évolution de sa gladiature, le mirmillon affrontant le rétiaire se spécialise pour devenir le secutor ;
- hoplomaque (homoplachus) : gladiateur de la famille à petit bouclier, les parmati. Il est équipé d'un casque à plume, d'une lance, d'une dague et d'un petit bouclier rond. Son adversaire principal est le mirmillon ; plus rarement il affronte le thrace ;
- secutor (le « poursuivant ») : gladiateur de la famille à grand bouclier, les scutati. Son équipement évolue à partir de celui du mirmillon afin d'être mieux équipé pour affronter le rétiaire, son adversaire principal. Il porte un casque ovale, une épée courte et un bouclier long ;
- rétiaire (retarius) : gladiateur de la famille à petit bouclier, les parmati. Il n'a pas de casque, mais ses armes sont redoutables. Il est équipé d'un filet (ret), d'un trident et d'une dague. Son adversaire principal est le mirmillon puis, une fois ce dernier spécialisé, le rétiaire combattra le secutor ;
- scissor : gladiateur particulier de la famille à grand bouclier, les scutati, puisqu'il n'en possède plus. Évolution ultime du secutor, il troque son bouclier contre un manchon en cuir terminé par une lame en demi-lune et une cotte de mailles. Son adversaire principal est le rétiaire, rarement un autre scissor.

Divers gladiateurs
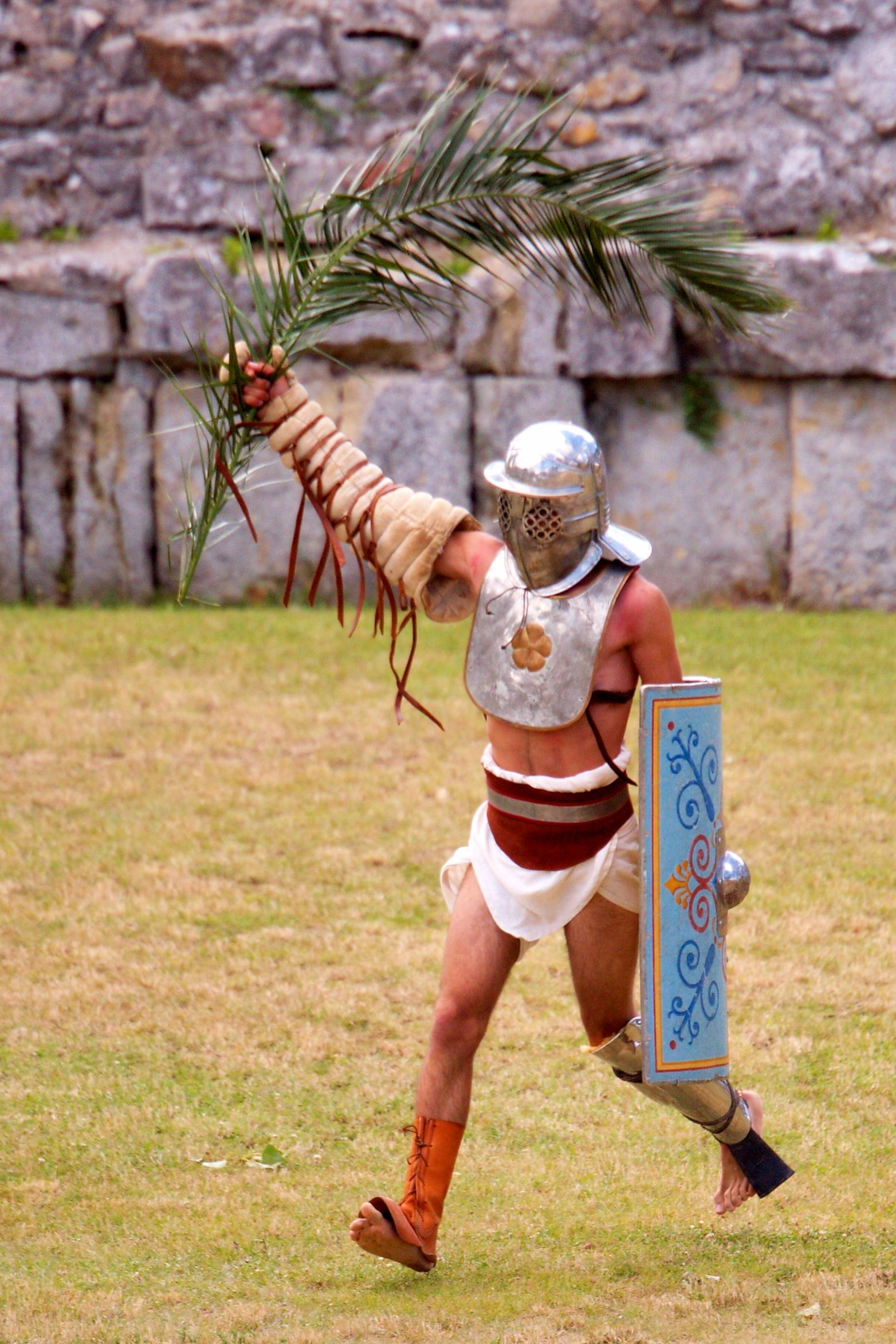
Provocator.
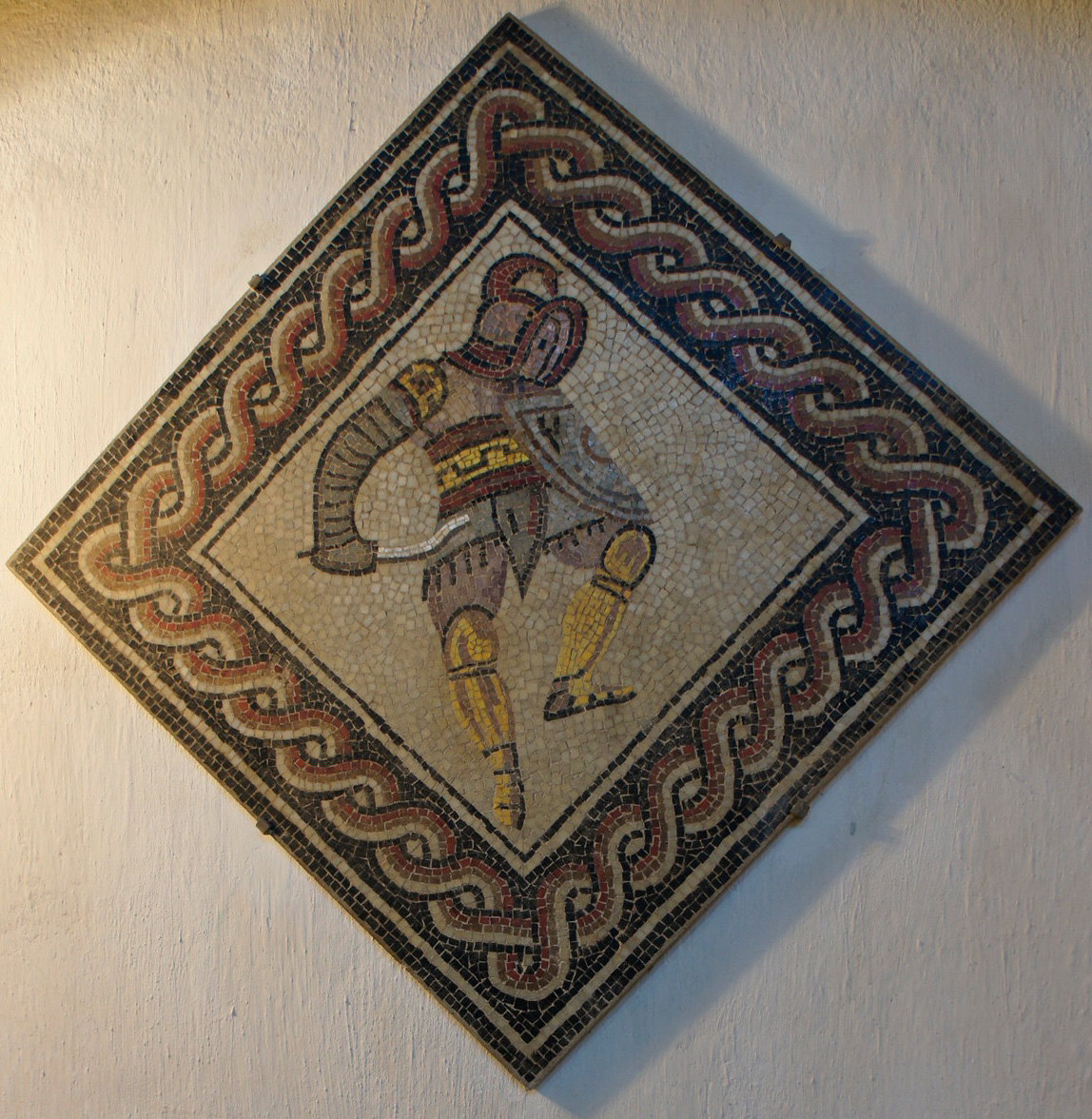
Thrace.
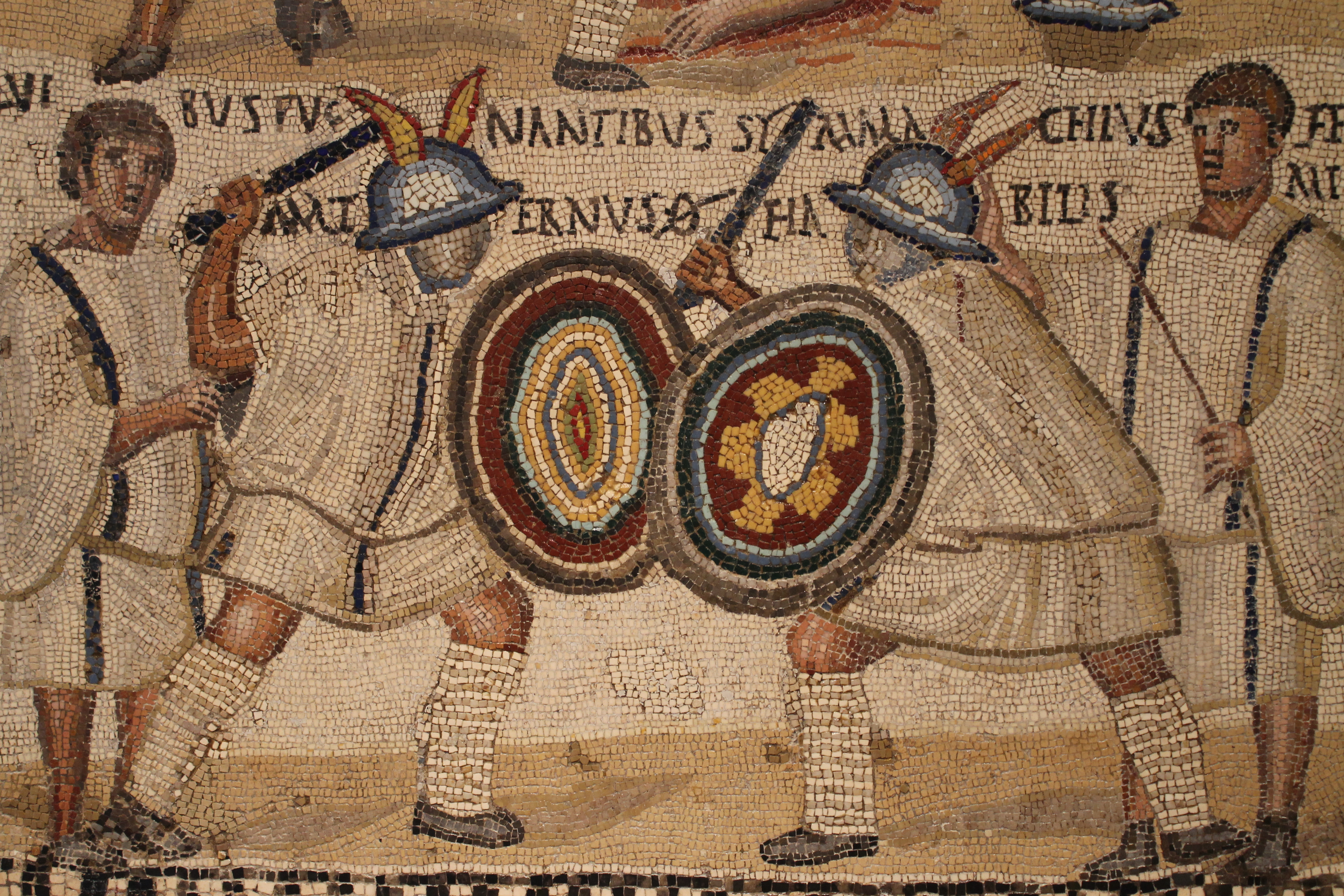
Deux equites.
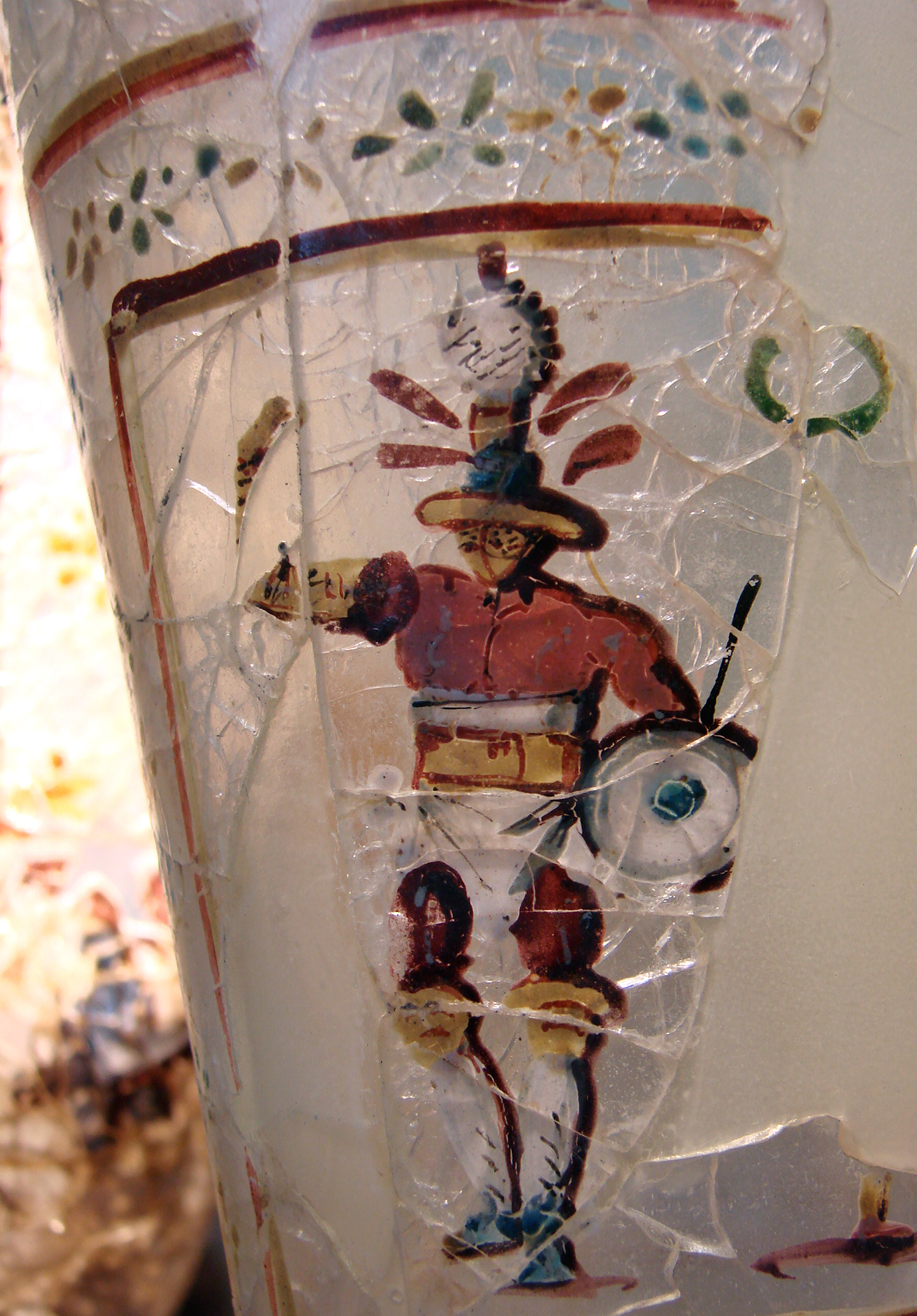
Hoplomaque.
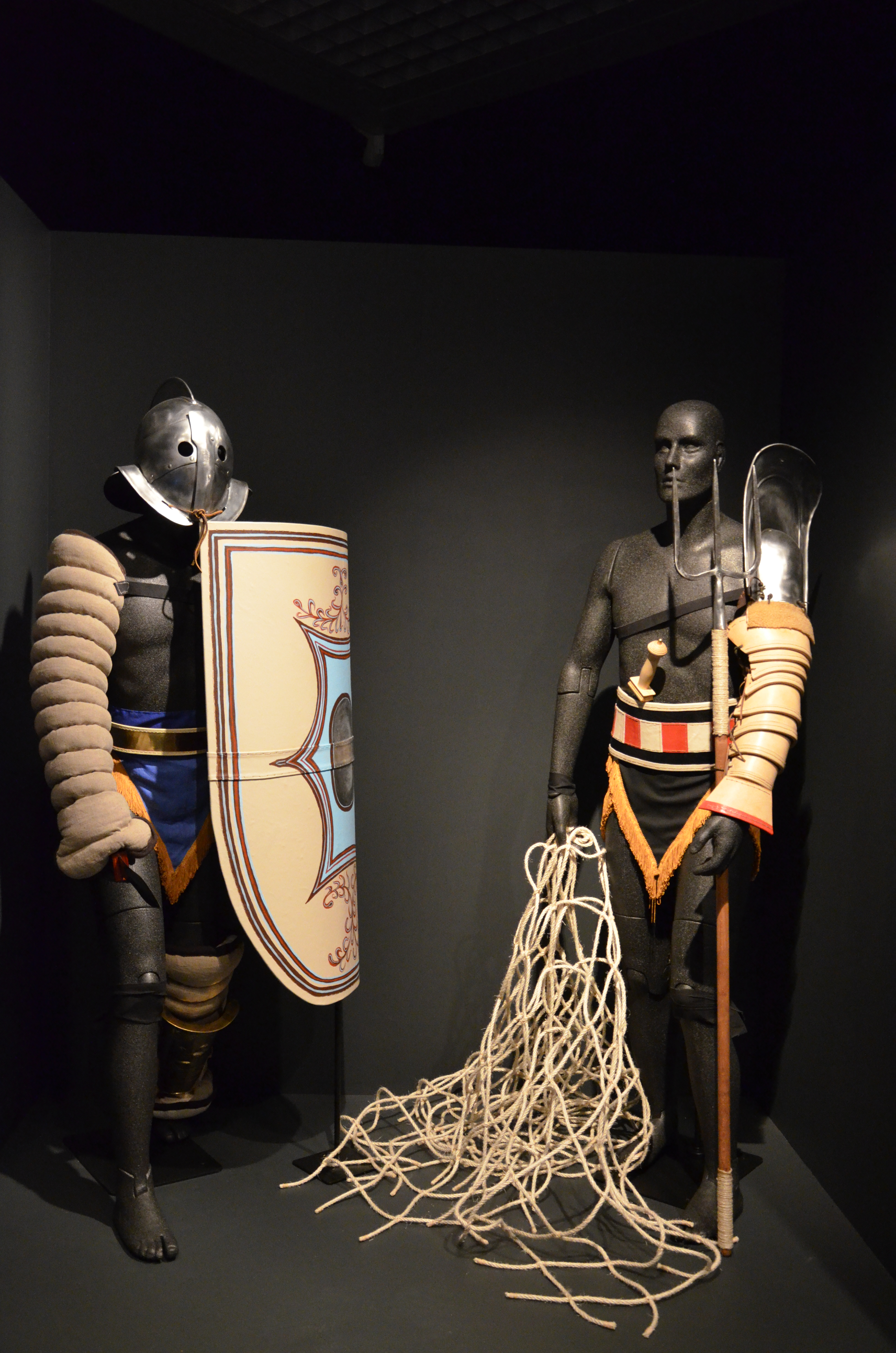
Secutor et Rétiaire.
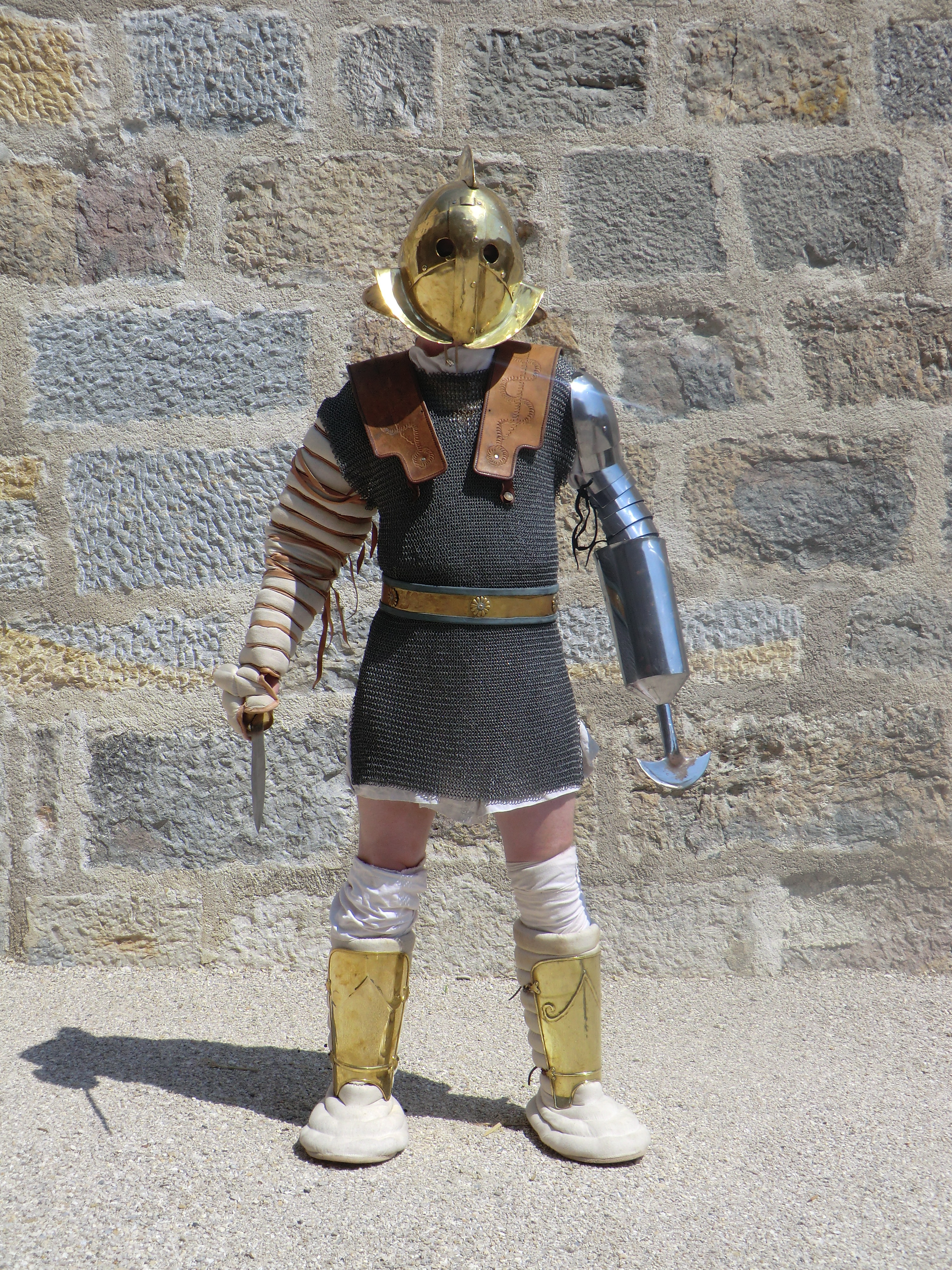
scissor.
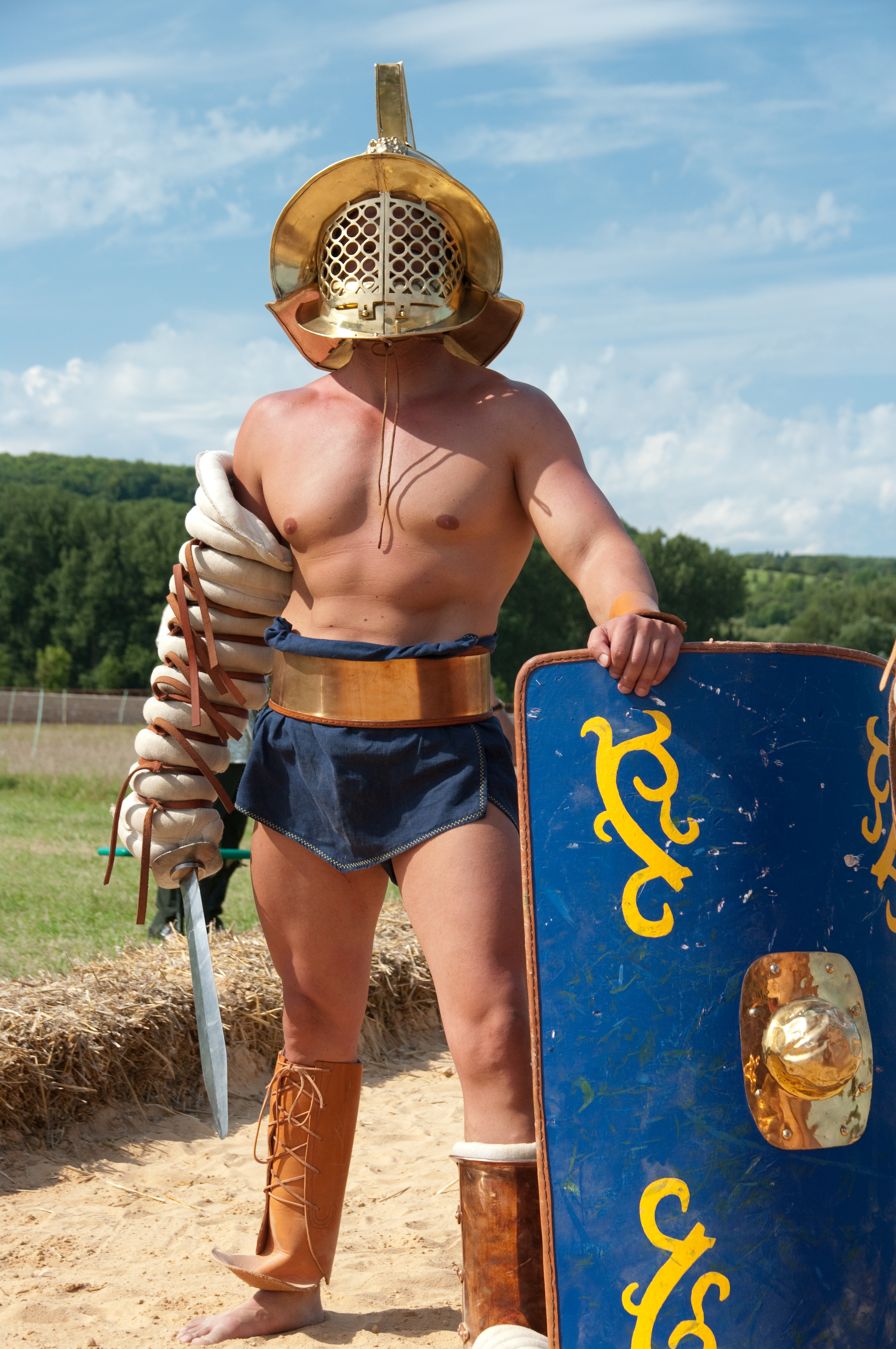
Mirmillon.

Certains auteurs pensent que le laniste tenait compte des besoins de l'école à un moment donné mais également des aptitudes physiques : les individus plus lourds étant orientés vers une armatura lourde, tandis que les plus légers devenaient rétiaires.
Le parmatus est un gladiateur équipé d'une parma, c'est-à-dire un petit bouclier. Il est généralement opposé à un scutatus, gladiateur équipé d'un grand bouclier, le scutum. Chaque catégorie avait ses partisans appelés respectivement parmularii et scutarii dont les idoles sont respectivement les thraces et les mirmillons.
Selon une théorie développée par des expérimentateurs modernes[réf. nécessaire], suivant le contexte et les qualités du combattant, il aurait existé un cursus : le gladiateur, une fois formé et passée l'étape du provocator, serait dirigé vers une des deux familles, petits boucliers (parmati) ou grands boucliers (scutati). Cette décision aurait été prise par l'entraîneur (doctor) en accord avec le laniste, comme dans les clubs sportifs modernes. Ce cursus « gladiatorien » serait le suivant :
1. provocator ;
2. thrace / mirmillon ;
3. hoplomaque / mirmillon ;
4. rétiaire / secutor.
5. rétiaire / scissor

Ainsi, il ne serait par exemple pas possible de devenir rétiaire sans être passé au préalable provocator, puis thrace, puis hoplomaque. Cette hiérarchisation serait la conséquence de l'accroissement du degré technique nécessaire au maniement des panoplies. En effet, les techniques de combats changent suivant les couples de gladiateurs et deviennent de plus en plus complexes. C'est pourquoi un rétiaire serait obligatoirement un gladiateur bien plus expérimenté qu'un thrace.
Cette théorie est loin de faire l'unanimité.

### Surnom
L’onomastique latine traditionnelle (prénom, nom, surnom) sert rarement à désigner les gladiateurs. ils sont nommés, le plus souvent, par un sobriquet familier à tous les amateurs de munera. Ces noms d'arène font référence aux divinités et aux héros de la mythologie — Hermès, Astyanax, Persée, Cupidon, Ajax, Patrocle, Bellérophon — ou mettent l'accent sur les qualités physiques du gladiateur, la force : Héracléa (« le Costaud »), Ursius (« Fort comme un ours »), la vivacité : Fulgur (« la Foudre »), Polydromos, Okus, Callidromos (« le Rapide »). D'autres évoquent la chance : Faustus (« Le Veinard »), Félix (« L'Heureux »), Victor ou Nicéphoros (« La Victoire »), ou le souvenir d'anciens gladiateurs vedettes, tel Columbus de Nîmes, qui portait le nom d'un héros de l'arène sous le règne de Caligula. D'autres, enfin, doivent leur sobriquet à leur prestance : Ametystus, Beryllus (« brillant », « d'un éclat précieux »), « Narcissos » ou « Callimorphos » (« Le Bien Bâti »).
Le gladiateur surnommé Astyanax était un poursuivant (secutor). Il existe une mosaïque datant du IVe siècle qui le montre, entre autres scènes, combattant durant l'entraînement contre un rétiaire du nom de Kalendio. Le plus célèbre des gladiateurs, Spartacus, ne semble pas avoir porté de surnom : Spartacus est simplement la forme latinisée d'un nom thrace que l'on connaît sous plusieurs formes : Spartokos ou Spardokos.

### Carrière

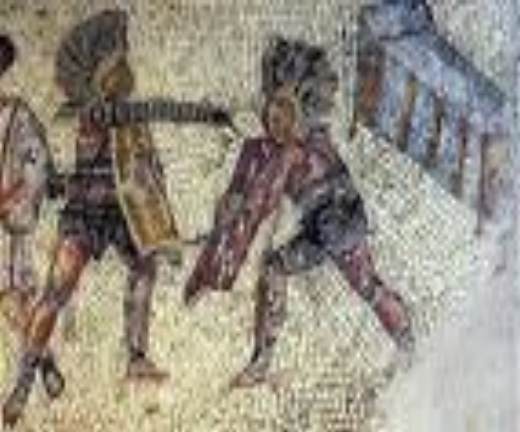
Duel de provocatores. À l'arrière-plan est disposée une litière (le torus libitinae, le « lit de Libitina ») sur laquelle on couchait les morts ou les blessés et qu'on emportait au spoliarium (mosaïque de Zliten).

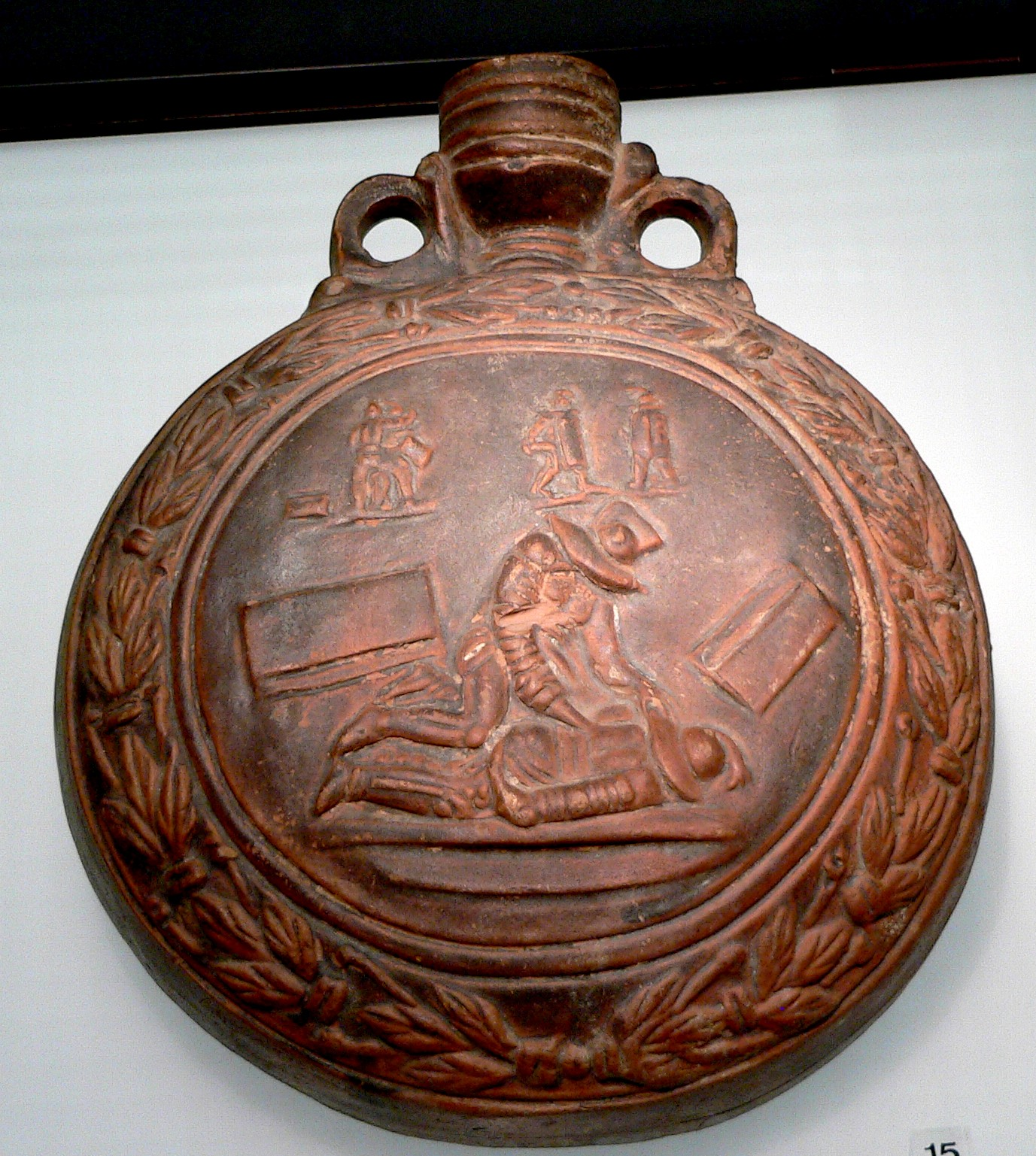
Scène peu fréquente : l'égorgement d'un thrace vaincu par un mirmillon (gourde d'un légionnaire romain, Ier ou IIe siècle).

Après son entrée au ludus, de sa formation — dont on ignore la durée — jusqu'à son premier combat, le nouveau gladiateur était un tiro (pluriel tirones) (littéralement : recrue, conscrit, novice, apprenti). Les tirones pouvaient laisser leur vie dans ce premier combat : plus de 25 % des gladiateurs mentionnés sur une inscription de Venosa. S'il survivait au premier combat, le gladiateur commençait à s'élever dans la hiérarchie à l'intérieur de chaque armatura. La première attestation de ce genre de grades date du Ier siècle.
Au sommet se trouvait le primus (c'est-à-dire premier) palus (pluriel pali). L'origine du mot palus semble argotique. Le palus désignait le poteau de bois de deux mètres fiché en terre au centre de la cour et contre lequel les gladiateurs s'entraînaient avec la rudis (it), l'épée de bois et le bouclier d'osier. Les chercheurs ont longtemps cru qu'il existait quatre grades (primus, secundus, tertius, quartus). Une inscription découverte à Aphrodisias mentionne cependant un huitième palus. Contrairement à une idée répandue, les gladiateurs ne s'affrontent lors des munera que trois à cinq fois dans l'année, si bien que l'obtention de ces grades est lente mais l'expérience épargne la mort. Il a été estimé que, sous Auguste, chaque gladiateur risquait une fois sur dix d’être égorgé, ce qui explique que le citoyen pauvre choisisse cette carrière plutôt que celle de soldat : mieux payé (en cas de victoires), restant près de ses proches et assuré d'un combat loyal un contre un, le sort du gladiateur pouvait sembler enviable.
Des inscriptions détaillent souvent le palmarès des meilleurs gladiateurs. L'essedaire Maximus, du ludus impérial de Capoue, dans la première moitié du Ier siècle, fut 40 fois vainqueur et obtint 36 couronnes. Les combattants méritants pouvaient être récompensés par un affranchissement. Les gladiateurs libérés étaient alors dégagés de leur obligation de combattre. Cette libération s'accompagnait de l'octroi symbolique d'une rudis, une baguette d'environ 1 m de long. Ils devenaient alors des rudiarii.
Certains, devenus riches, se transformaient en notables, propriétaires d'une belle maison de campagne tandis que leurs fils cherchaient à occuper au théâtre les places des chevaliers. Cependant, ces carrières au dénouement heureux étaient l'exception. D'après les épitaphes, l'âge moyen du décès des gladiateurs était situé entre 20 et 30 ans. Il existe quelques situations exceptionnelles. Une stèle du musée archéologique d'Istanbul montre deux gladiateurs, Néôn et Philémôn, réformés sans doute pour des raisons de santé.

### Héros de l'arène
Les gladiateurs les plus talentueux jouissaient d'une immense popularité. Les nombreux graffitis qui mettent en scène les acteurs de l'arène témoignent aussi de cet engouement, notamment auprès des femmes patriciennes qui fantasment sur ces hommes projetant une aura morbide. Sur les colonnes du péristyle de la caserne des gladiateurs qui occupait l'ancienne villa de M. Lucretius Fronto a Pompéi, des graffiti ont été gravés par les gladiateurs en souvenir de leurs victoires ou de leurs conquêtes amoureuses. Le Thrace Celadius se proclame decus puellarum (« le charme des jeunes filles ») ou suspirium puellarum (« le soupir des jeunes filles ») ; le rétiaire Crescens lui répond en se qualifiant de dom(in)us puparum (« le maître des filles »), ou par le slogan puparum nocturnarum, mat(utin)ar(um) et aliarum ser.atinus medicus (« le médecin des filles de la nuit, du matin, et des autres moments »). Dans l'une de ses Satires, le poète Juvénal raille ces passions incontrôlées.

## Déroulement d'un combat

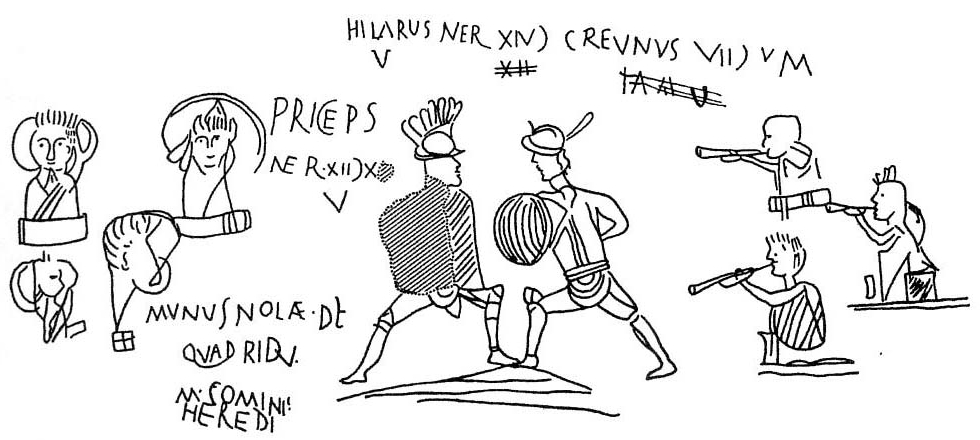
Sur un graffiti de la nécropole de la Porta Nocera à Pompéi, six musiciens accompagnent le combat d'un hoplomaque et d’un mirmillon.

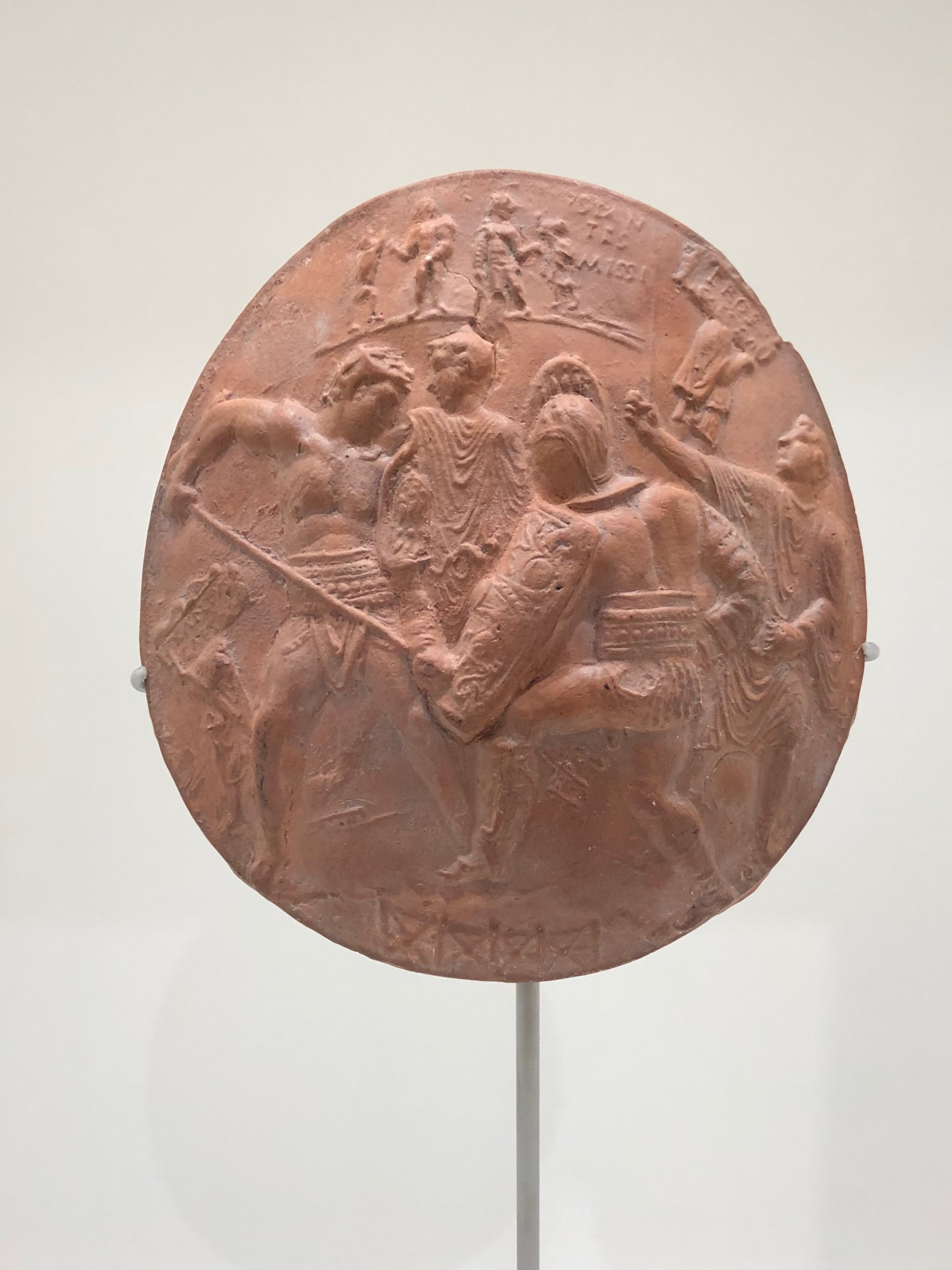
Le médaillon de Cavillargues figure le combat, peut-être dans les arènes de Nîmes, entre le rétiaire Xantus et le secutor Eros issus de l'école des Césars. Deux portes-pancartes (les ministri) de part et d'autre les présentent. Deux arbitres les surveillent. Au sommet du médaillon, quatre petits personnages sont représentés à gauche de l'inscription la.

Lorsque le jour est arrivé, un défilé (la pompa) est organisé dans les rues de la Cité. Le défilé des gladiateurs est ouvert par l'éditeur et les magistrats qui sont suivis par des musiciens. Le praeco, héraut ou crieur public, annonce le spectacle, complétant ainsi les « affiches » peintes (edicta) sur les murs de la ville communiquant le jour du munus, le nombre de combattants, leur armatura, leur école, le nombre de leurs victoires, le nom du généreux éditeur. Lorsque les gladiateurs entrent dans l'arène, le praeco présente individuellement chaque gladiateur tandis que des ministri (valets de l'arène) brandissent des pancartes (les tabelae) portant leur nom, leur école (ludus) et leur palmarès. D'autres ministri présentent les armes luxueuses utilisées pendant le combat et des musiciens jouent de différents instruments à vent et de l'orgue hydraulique, l'accompagnement musical se poursuivant pendant tout le combat.
Les gladiateurs commencent par saluer l'éditeur, qui exerce la présidence du munus, une fonction qui l'amène à prendre des décisions importantes. Les auteurs modernes pensent que ce dernier procède à ce moment à l'examen préalable des armes. Des membres du personnel préparent le feu, les verges et les fouets, qui servent à rappeler à l'ordre un gladiateur qui manquerait d'ardeur au combat. L'arbitre, que l'on appelle rudis (es) en latin d'après la baguette de bois qui lui permet d'intervenir pendant le combat, peut être un ancien gladiateur. Il donne quelques instructions aux combattants qui se livrent à un ultime échauffement.

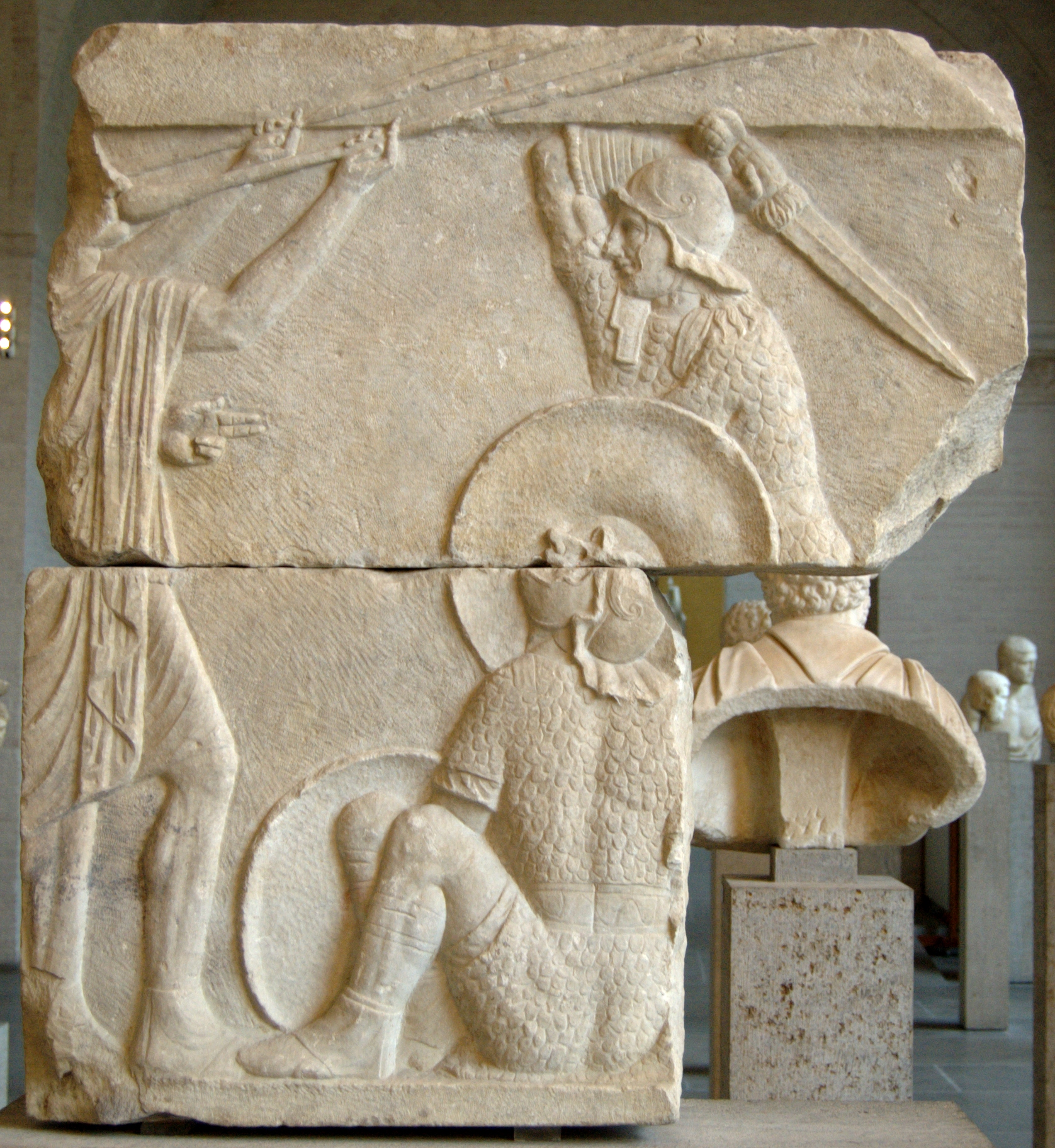
À gauche deux musiciens. À droite deux equites, dont l'un, vaincu, gît à terre, devant les sonneurs de cor et une main tendue. Bas-relief conservé à la Glyptothèque de Munich.

L'éditeur donne le signal (signum pugnæ) et les combats commencent. Ils sont accompagnés d'une musique de fanfare répétitive, proche sans doute de celle du cirque actuel ou de la corrida. L'orchestre, qui joue de la trompette (tuba en latin) et du cor (cornu en latin), est installé dans l'arène. Deux arbitres sont souvent représentés sur les monuments (reliefs, mosaïques), ainsi que sur les lampes : le major (premier arbitre appelé summa rudis) et son assistant (second arbitre appelé secunda rudis) chargés de faire respecter les règles. On reconnaît aisément ces personnages à leurs costumes : une tunique ample serrée à la taille et ornée de bandes verticales colorées (lorsqu'elles sont pourpres, cette tunique est le laticlave), ainsi qu'à l'insigne de leur fonction, la rudis, parfois un gourdin, mais la distinction entre ces deux intervenants ne semble pas s'établir sur leur costume et leur insigne.
Il est difficile de parler de phases d'un combat. Des expériences menées en 2004 par le Dr Gauthier ont montré que le principal problème physiologique du gladiateur pendant le combat est d'ordre respiratoire. La durée moyenne d'un combat au cours de ces expérimentations était de quatre minutes et quarante secondes et le combat risquait de s'arrêter par hypoxie. Des pauses étaient cependant ménagées au cours du combat pour que les gladiateurs puissent se rafraîchir, recevoir des soins ou réajuster leur panoplie. Lors d'un combat fameux entre Priscus et Verus, l'empereur Titus leur fit apporter plusieurs fois des présents et des vivres.
Des paris (les sponsiones) sont échangés, si bien qu'un instructeur se trouve derrière les gladiateurs et, de peur que le combat ne soit arrangé en faveur de certains parieurs, il crie aux lorarii (littéralement les « fouettards » prêts à stimuler les gladiateurs réticents avec des coups de fouet — lora —, d'arme blanche ou des fers brûlants), « Jugula ! Verbera ! Ure ! » (« Égorge, frappe, brûle ! »).
Dans la pratique, le combat se poursuit jusqu'à ce que l'un des deux adversaires ne soit plus capable de continuer, soit qu'il soit mort, soit qu'il soit gravement blessé, soit qu'il soit épuisé. Cette troisième possibilité est la plus fréquente. Le combat se déroule ad digitum, c'est-à-dire jusqu'à ce que le gladiateur épuisé lève le doigt pour signaler qu'il ne peut plus poursuivre le combat. Dans les cas les plus fréquents le gladiateur demande sa missio (être épargné) en levant la main ou un doigt de cette main. Il existe des cas où, par fierté professionnelle, des gladiateurs qui auraient sans doute obtenu leur grâce, s'y refusent et choisissent de combattre jusqu'au bout. Il arrive aussi que les spectateurs crient « Habet ! » ou « Hoc habet ! » (littéralement « Il en a ! », « Il en tient ! » sous-entendu du fer, pour signifier qu'il a son compte), ce qui appelle les arbitres à interrompre le combat. L'organisateur des jeux (appelé editor ou editor muneris) prend sa décision, généralement après avis du public (lequel crie mitte ou missum « laisse-le », jugula « égorge-le » ou stante missi « renvoyé debout », signifiant match nul lorsque les deux combattants sont de force égale et que le combat se poursuit sans issue), décision adressée à l'arbitre. Ce dernier la communique au gladiateur vainqueur. L'editor décide également en fonction de ses moyens, car un gladiateur champion coûte très cher, et s'il est mis à mort, l'organisateur doit rembourser le laniste. S'il fait égorger de nombreux gladiateurs, il prouve au public sa munificence de mécène prêt à se ruiner pour acquérir la favor du public, mais cette décision est peu fréquente. il a été estimé que chaque gladiateur risquait une fois sur dix d’être égorgé. 

Il existe des combats où l'editor décide dès le départ qu'ils sont sine missione, c'est-à-dire sans missio. Le vaincu n'a pas le droit de réclamer sa grâce. Auguste interdit ce type de combat mais on ne sait pas dans quelle mesure cette interdiction a été respectée.
L'editor peut également faire savoir aux gladiateurs qu'ils doivent continuer le combat en faisant exhiber une pancarte « Perserverate », c'est-à-dire « continuez ». Si le combat dure trop longtemps, l'éditeur peut exiger que les gladiateurs se battent sans bouclier.

## Vie privée

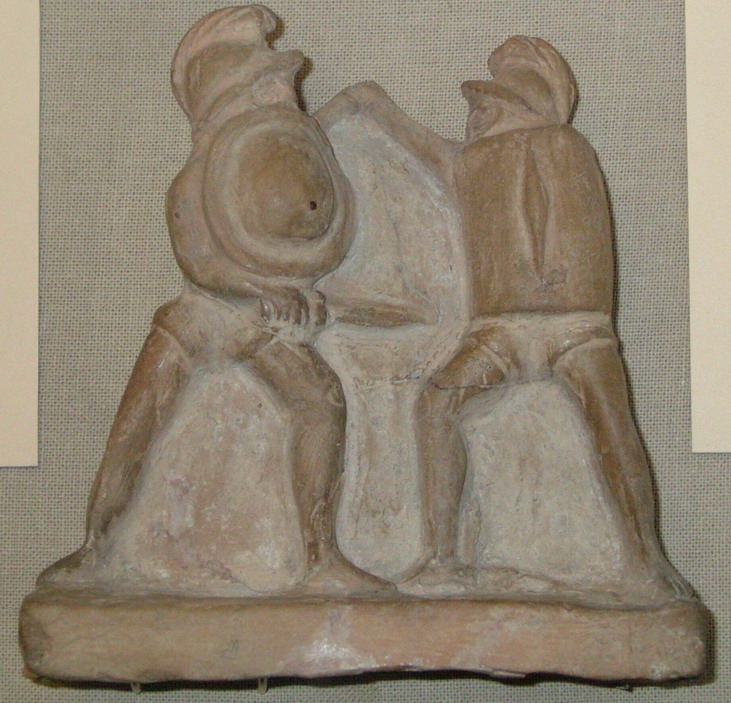
Combat de gladiateurs, British Museum.

Les nombreuses inscriptions funéraires faisant référence aux gladiateurs permettent d'aborder le cadre de leur vie privée. Beaucoup de combattants vivent avec une femme et des enfants, comme le sécutor Urbicus. Elles sont souvent à l'origine des épitaphes. Lorsque le nomadisme de la profession interdisait toute vie familiale, les amis rendaient parfois des honneurs funèbres au gladiateur mort au combat.
Certaines confréries de chasseurs ou de gladiateurs étaient unies par un culte commun. Ces confréries (sodalitates) veillaient aux funérailles de leurs membres. Ces liens de solidarité étaient plus forts que les rapports professionnels au sein des familiae. On connaît l'existence de collèges de ce type en Narbonnaise (près de Die), mais aussi à Rome. au Ier siècle, le rétiaire T. Claudius Firmus appartenait à une sodalité du Ludus Magnus. Commode favorisa ces associations, notamment par ses rapports étroits avec le collège des Silvani Aureliani, dont atteste une inscription trouvée en 1755 près de Rome. Cette confrérie comprenait 32 gladiateurs divisés en trois décuries et un groupe de deux. La première rassemblait des vétérans de condition servile ; la deuxième mêlait à des débutants (tirones), un armurier, un vétéran et un masseur ; la troisième réunissait exclusivement des tirones ; dans la quatrième se trouvaient un paegniarius et un thrace.
Ces sodalitates, auxquelles étaient attachés un emblème et un chiffre, se développèrent surtout parmi les venatores d'Afrique proconsulaire. Le croissant sur hampe et le chiffre III étaient les signes distinctifs des Telegenii, dont quatre membres sont représentés sur la mosaïque de Smirat. Depuis les recherches d'A. Beschaouch, on connaît plusieurs autres associations de venatores en Afrique romaine.
À ses lointaines origines, le munus était lié au rituel funéraire et, malgré sa laïcisation progressive, son caractère religieux ne disparut jamais. Dans la mesure où ils exigeaient du sang versé, les munera sont restés, plus encore que les autres ludi, attachés au culte des divinités infernales.

« Il faut maintenant dire en peu de mots pourquoi les généraux qui partaient pour une expédition avaient coutume de donner des combats de gladiateurs et le spectacle de grandes chasses. Suivant quelques auteurs, les anciens avaient imaginé cet usage pour détourner sur l'ennemi la colère céleste, convaincus que le sang de citoyens, versé, comme celui des victimes, dans ces luttes imitées de la guerre, suffirait pour en rassasier Némésis, c'est-à-dire la fortune des batailles. »

Dans plusieurs amphithéâtres, des petites chapelles qui communiquaient avec l'arène servaient aux dévotions précédant les combats. Très souvent, les sacella étaient consacrées à Némésis ; c'est le cas à Mérida, à Tarragone, à Italica (Espagne), à Carnuntum (Autriche) où les deux amphithéâtres - civil et militaire - possédaient chacun une chapelle placée sous la protection de la déesse.
Les stèles funéraires apportent aussi leur témoignage sur l'importance de ce culte parmi le monde de l’arène. le rétiaire Glaucus, mort à Vérone au cours de son huitième combat, reproche à la déesse de l'avoir trahi ; tandis que Lèotes, primus palus, à Halicarnasse, lui offre bijoux et vêtements.
Hercule, dieu des combattants athlétiques et intrépides, était lui aussi souvent invoqué par les gladiateurs. Avant de se retirer à la campagne, le gladiateur libéré Veianus suspendit ses armes à un pilier du temple d'Hercule. Nous savons par Tertullien que Mars et Diane présidaient également aux duels et aux chasses. le dieu de la guerre veillait aussi sur les gladiateurs dont le métier était proche de celui des soldats, de même que Diane, déesse de la chasse, protégeait les chasseurs de l'amphithéâtre.
Pour s'assurer la victoire, les gladiateurs n'hésitaient pas à recourir à la magie. Une pratique connue sous le nom de defixio consistait à graver des textes de malédiction sur des lamelles de plomb enroulées sur elles-mêmes puis à les enterrer. Dans les sous-sols de l'arène de Carthage on a découvert 55 de ces lamelles déposées auprès des cadavres pour mieux déchaîner les divinités maléfiques contre les gladiateurs en activité, contre Gallicus, par exemple :
« Pour qu'il ne puisse tuer ni l'ours, ni le taureau, mais qu'il soit tué par eux… qu'il soit blessé, tué, exterminé ! ». Ou contre Marussus pour « qu'il succombe aux morsures des fauves, des taureaux, des sangliers et des lions ! » Ces rites de magie noire se déroulaient aussi à Trêves. Les démons étaient d'ailleurs particulièrement sensibles au sang de l’arène : Apulée rapporte que la magicienne Pamphile utilisait celui des écorchés et des gladiateurs pour la préparation de ses philtres.
Lors d'une exécution, le gladiateur dirigeait la lame vers le centre de la cage thoracique, atteignant directement le cœur. Le professeur Groschmidt a noté que les blessures causées durant le combat (fractures et autres atteintes osseuses, plaies) étaient parfaitement soignées, ce qui indique que les gladiateurs jouissaient de soins d'excellente qualité.

## Médecine des gladiateurs
Elle est connue par le témoignage d'auteurs tels que Claude Galien (129-201 ap. J.C) qui fut, à l'âge de 28 ans, médecin des gladiateurs de Pergame, sa ville natale. Les grands prêtres de Pergame, qui appartenaient aux classes riches et cultivées, étaient chargés d'entretenir à leur frais une troupe de gladiateurs, transmise à chaque succession.

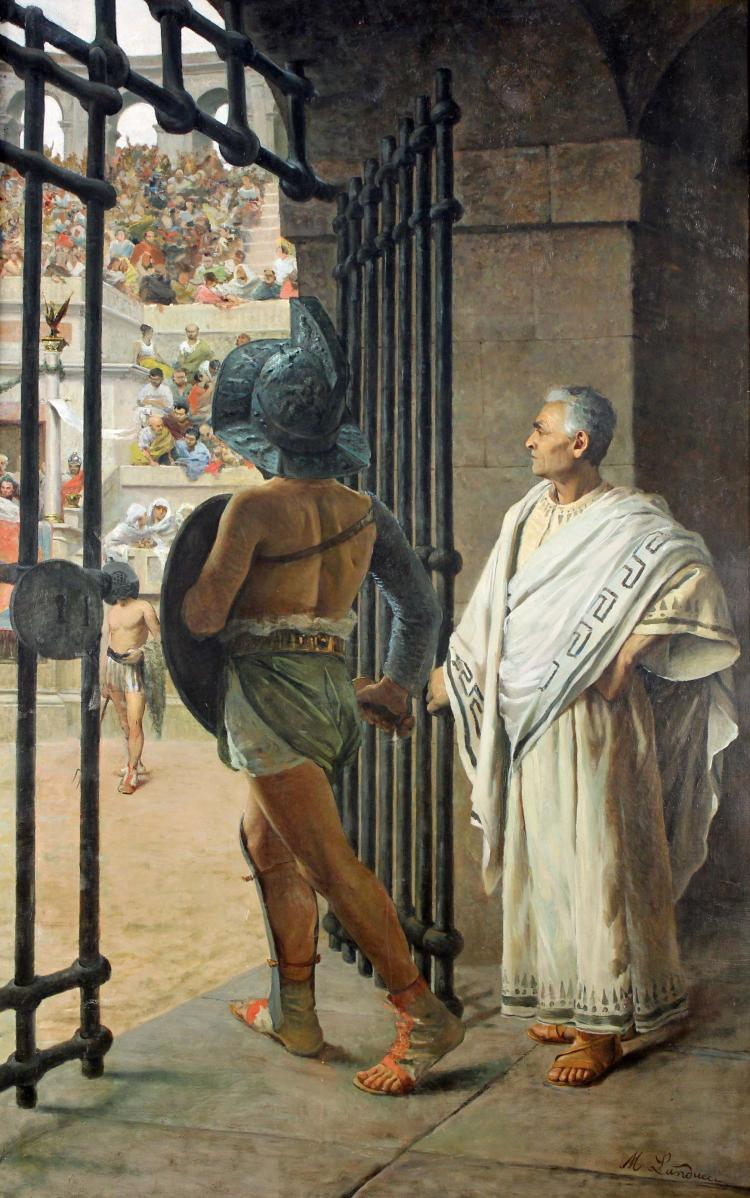
Le gladiateur, par Nicolao Landucci (1801-1868).

Le médecin n'était pas seulement chargé de soigner les gladiateurs en cas de blessure, mais plus largement de veiller sur leur santé, leur hygiène de vie et leur régime alimentaire. Il était généralement seul, mais toujours choisi parmi les plus réputés. Il avait des aides, masseurs et soigneurs, sous ses ordres pour les périodes d'entraînement et il n'intervenait que dans les cas les plus graves.
Sa principale fonction consistait à maintenir en vie le plus grand nombre de gladiateurs possible afin d'éviter au grand prêtre les dépenses d'acquisition de nouvelles recrues. Dans ses écrits, Galien ne fait nulle part allusion à des combats à mort. Cependant les blessures pouvaient être redoutables, des parties vitales du corps restant exposées lors des combats, selon le type de protection.
Pline l'Ancien (23-79 ap. J.C.) rapporte que les blessures sanglantes des gladiateurs étaient soignées par la plante sideritis « et encore plus efficacement par le champignon qui pousse près de la racine de cette plante » Scribonius Largus donne une recette qu'il juge efficace contre les coups et contusions des gladiateurs. Le médecin des gladiateurs avait à connaitre les plantes médicinales réputées pour leur pouvoir hémostatique et contre les ecchymoses.
Certains médecins ont si bien rempli leurs fonctions qu'ils ont été honorés par les gladiateurs eux-mêmes. Ce fut le cas du médecin Trophimos dont la statue en bronze a été élevée dans l'amphithéâtre de Corinthe par les venatores.

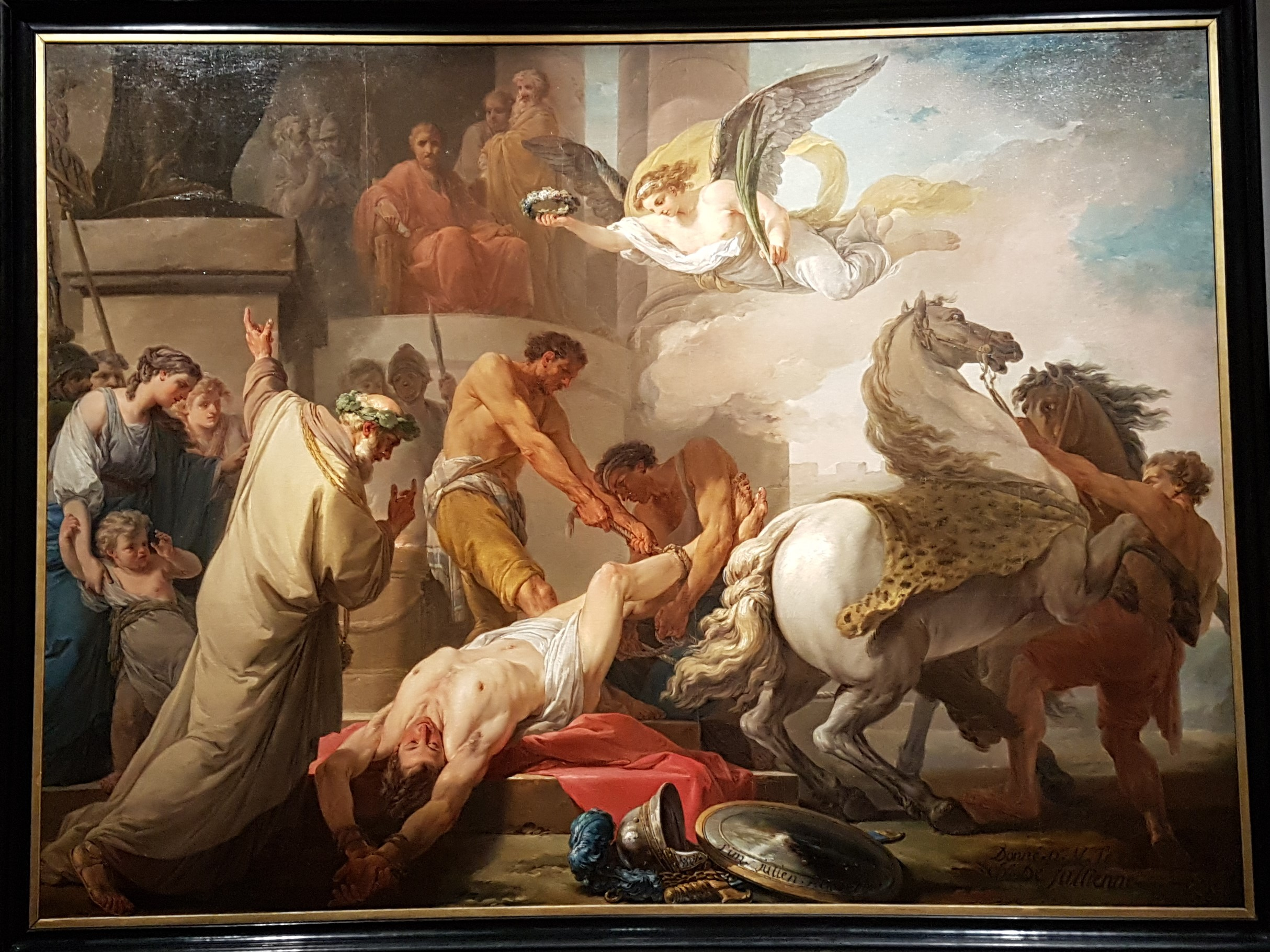
La collecte du sang des combattants, comme celle des martyrs parfois assimilés à des gladiateurs, est évoquée par les auteurs antiques. La victime est entourée de linges pour absorber son sang, comme dans Le Martyre de saint Hippolyte (Simon Julien, 1762).

La valeur symbolique du gladiateur était telle que le cadavre d'un gladiateur pouvait être une source de remèdes superstitieux contre l'épilepsie. Des médecins romains, tels que Galien ou Scribonius Largus, condamnèrent ces pratiques comme étant en dehors de la médecine. Par exemple, manger la cervelle d'un jeune cerf tué avec l'arme qui venait de tuer un gladiateur, boire du sang dans le crâne d'un gladiateur mort ou manger un morceau de son foie. Malgré ces condamnations, le sang de gladiateur comme remède contre l'épilepsie est utilisé pendant des siècles, et longtemps mentionné comme « un excellent remède, solidement éprouvé » dans la littérature médicale, même après la disparition du dernier gladiateur.

## Repères historiques
- 264 av. J.-C. : le plus ancien munus donné à Rome, lors des funérailles de Decimus Junius Brutus Pera, sur le Forum Boarium, le marché aux Bœufs de Rome.
- 174 av. J.-C. : Antiochos IV Épiphane, roi de Syrie, fait venir des gladiateurs achetés à Rome et organise les premiers combats en Orient.
- 160 av. J.-C. : Térence renonce à donner sa pièce L'Hécyre, les spectateurs ayant quitté le théâtre parce qu'ils avaient appris qu'on donnait un munus au même moment.
- 105 av. J.-C. : les combats de gladiateurs sont intégrés aux jeux publics romains par Marius. Ces combats parfois mortels étaient très codifiés et ne ressemblent en rien aux caricatures présentées par les films hollywoodiens notamment. Toutefois, les Romains s'interrogèrent très tôt sur l'intérêt et la légitimité d'un tel sport-spectacle. La gladiature nécessitait en effet le renoncement aux droits liés à la citoyenneté romaine ; c’est presque une hérésie pour un Romain ! Le jeu en valait pourtant la chandelle pour certains, car la gloire et la fortune récoltées dans l’arène étaient considérables. Les historiens étudient désormais avec un œil nouveau la gladiature romaine dans une optique plus sportive, tranchant ainsi nettement avec l'historiographie classique où prévalent souvent des textes chrétiens très hostiles à cette pratique.
- 73 av. J.-C. : guerre servile des gladiateurs.
- 46 av. J.-C. : Jules César donne des combats de gladiateurs en l'honneur de sa fille Julia, morte en 54 av. J.-C., les premiers à avoir été donnés en l'honneur d'une femme[89]. Ces jeux funéraires ne sont pas dépourvus d'arrière-pensées politiques.
- 27 : catastrophe de Fidènes. Profitant de la politique d’austérité de Tibère, certains opportunistes mettent sur pied des épreuves qui ne bénéficient pas toujours des meilleures conditions de sécurité. La catastrophe de Fidènes marque profondément les Romains à la suite de l’effondrement d'un amphithéâtre édifié à la hâte à quelques kilomètres de Rome. Tacite qui relate la tragédie dans ses Annales, cite le chiffre de 50 000 morts et blessés. À la suite de cette catastrophe, la législation sur l'organisation de spectacles sportifs est très sévèrement réglementée dans l'Empire. La gladiature n'est pas pratiquée partout dans l'Empire ; en Égypte et au Moyen-Orient en particulier, on se contente des courses de chars.
- 37 : à contre-courant du règne de Tibère, l'empereur romain Caligula (37-41) multiplie le nombre des courses de chars et autres épreuves sportives à Rome. Il privilégie également la gladiature qui, dès lors, fait figure de grand sport romain, à l'image de la boxe et de la course de chars.
- 47 : sous le règne de Claude, le massacre des prisonniers bretons enrôlés comme gladiateurs, est demeuré célèbre.
- 1er octobre 326 : Constantin Ier prend la première mesure contre la gladiature par l'édit de Béryte. Par cette mesure, qui n'était sans doute applicable que dans la partie orientale de l'Empire, l'empereur prescrit que des criminels condamnés à devenir gladiateurs soient désormais envoyés travailler dans les mines[90].
- 399 : sous la pression chrétienne, fermeture des écoles de gladiateurs à Rome. Ce « sport-spectacle » romain est honni par les chrétiens qui ne parviennent toutefois pas à en interdire la pratique, surtout à Rome.
- 404 : la tradition martyrologique forgée de toutes pièces attribue à l'empereur Honorius l'interdiction des combats de gladiateurs à la suite d'une rixe dans le Colisée[91]
- 418 : derniers combats de gladiateurs à Rome, soit près d'un siècle après l'interdiction promulguée par l'empereur Constantin.

Plusieurs épigrammes du poète Luxorius, qui composa notamment au début du VIe siècle une épitaphe en l'honneur d'Olympius, un jeune bestiaire, prouvent la survie de la gladiature (ou du moins des bestiaires, qui ne sont pas des gladiateurs) à Carthage,, alors sous domination vandale.

## Vocabulaire

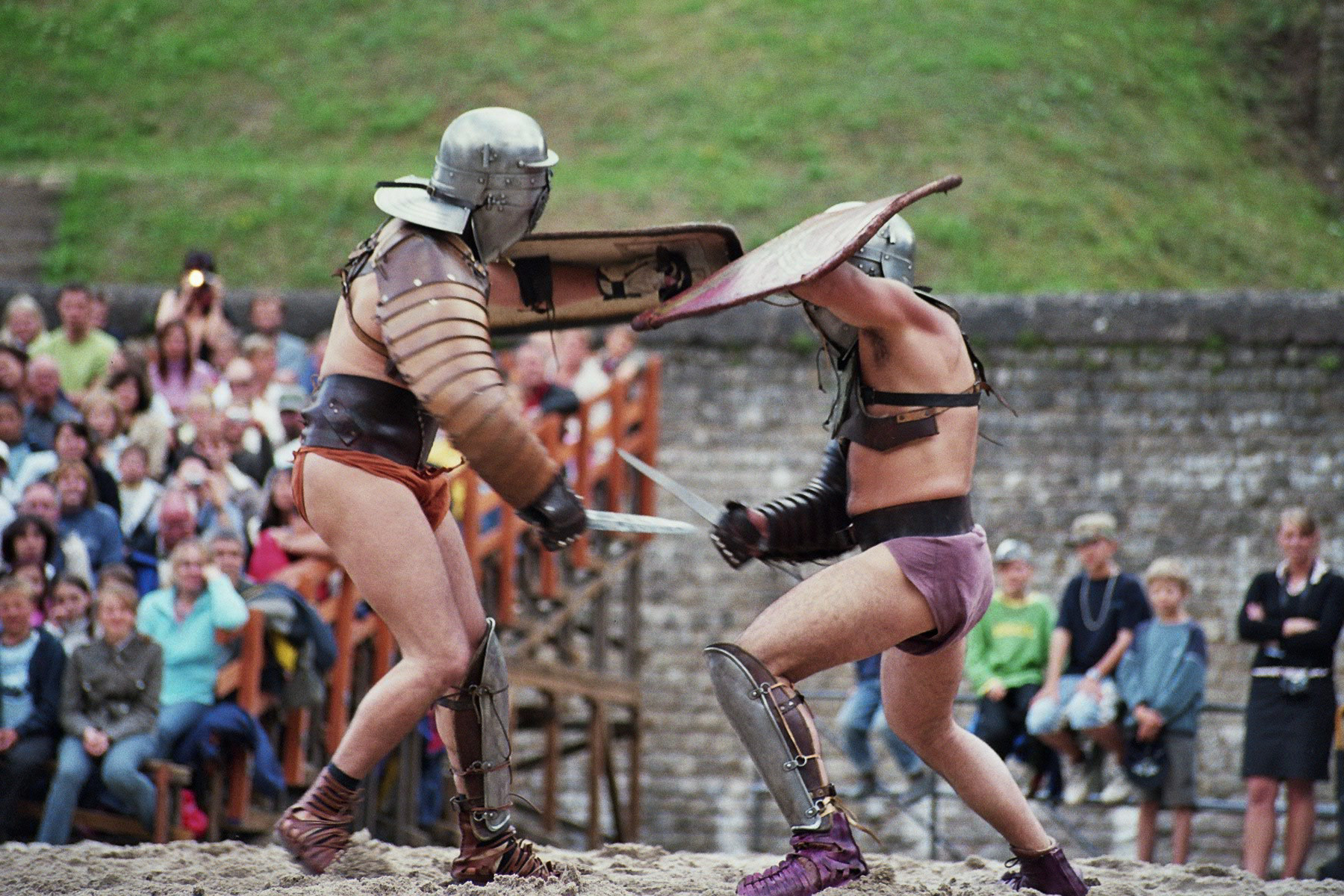
Reconstitution d'un combat en Allemagne en 2005.

- Andabate : gladiateur à cheval armé d'un glaive qui combattait en aveugle sans armes défensives. Il portait une cloche en main gauche ; il n'y a que très peu d'informations le concernant, des chercheurs doutent même de son existence[94] ;
- Armatura (plur. Armaturae) : catégorie de gladiateur. Les différents types se différenciaient par les armes utilisées, mais aussi par les techniques de combat ;
- Bestiaire : gladiateur combattant des bêtes sauvages, ou condamné à mort par l'exposition aux bêtes.
- Catervarius : gladiateur mal connu combattant en groupe (caterva) ;
- Crupellaire : spécificité gauloise, gladiateur « lourd » ;
- Dimachère : gladiateur ayant deux armes (certains en imaginent une dans chaque main, il aurait alors été ambidextre), certains auteurs voient en lui un autre nom du scissor ;
- Editor : l'éditeur, appelé également munerarius ou editor muneris, est l'individu (personne privée, magistrat ou empereur) qui offre à ses frais le combat de gladiateurs ;
- Eques : gladiateur à cheval ;
- Essédaire (essedarius) : gladiateur qui combattait du haut d'un char ;
- Fortus : un gladiateur en réussite ;
- Galerus : pièce métallique montante jusqu'au milieu de la joue qui protégeait l'épaule gauche du rétiaire ainsi qu'une partie de son visage.
- Gladius : glaive ;
- Hoplomaque (hoplomachus) : gladiateur armé d'une lance, d'un glaive et d'un petit bouclier rond affrontant le mirmillon et le thrace.
- Ludi : jeux donnés à date fixe ou en des circonstances particulières, pour célébrer une fête ou un événement exceptionnel.
- Laniste (lanista) : propriétaire d'une troupe de gladiateurs qu'il louait ou vendait à un editor désireux d'organiser un spectacle.
- Laquearius : mystérieux gladiateur cité par Isidore de Séville, qui, si l'on s'en tient à l'étymologie laqueus (corde à nœuds coulants) aurait eu pour arme un lacet étrangleur.
- Liberatio : acte qui libérait un gladiateur de l'obligation de combattre.
- Manica : protection de tissu rembourré, de cuir, d'écaille de métal ou de maille qui couvrait le bras droit (ou gauche pour le rétiaire). La main droite était quant à elle protégée par un gant de cuir.

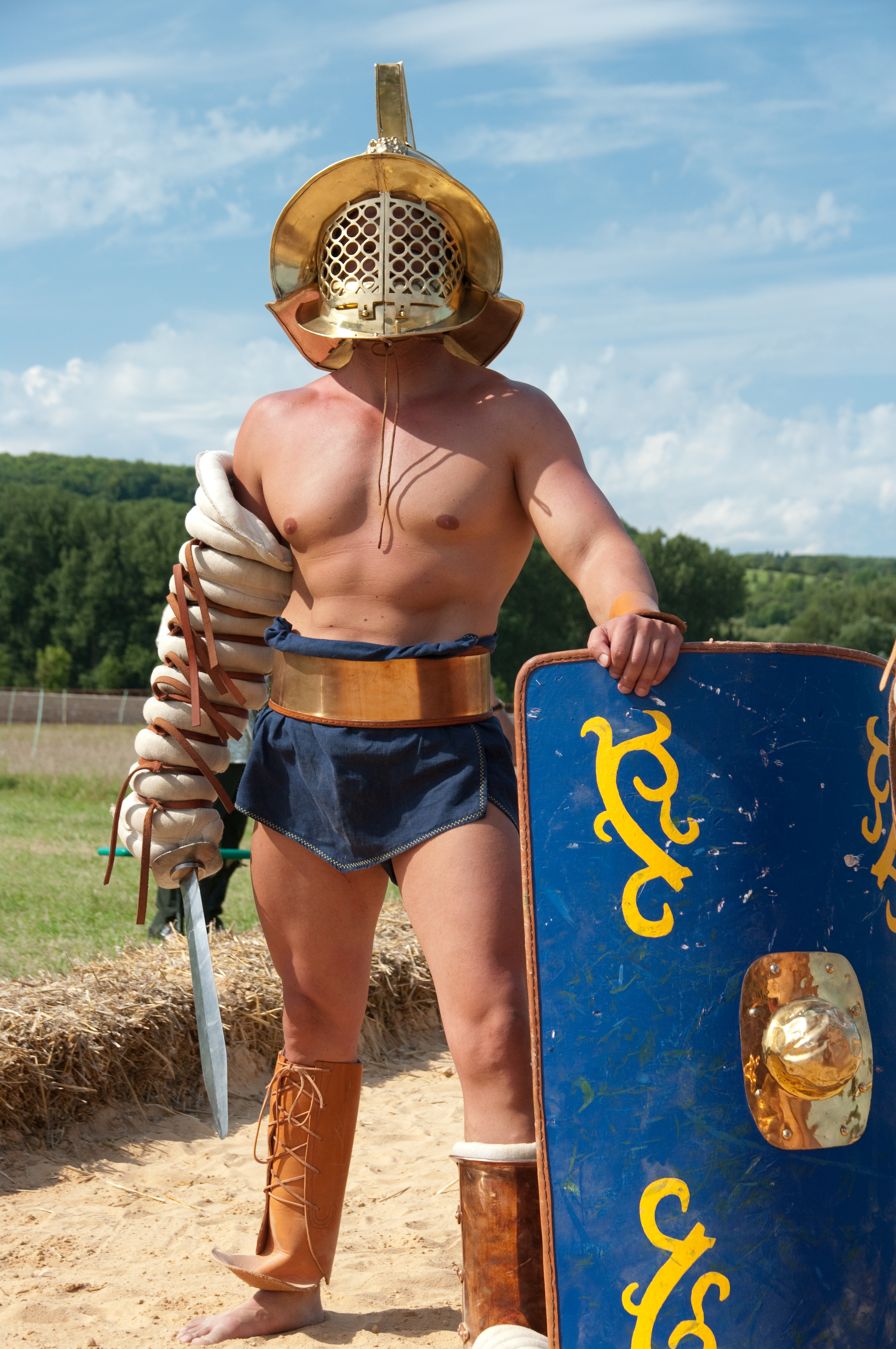
Un mirmillon.

- Mirmillon ou myrmillon (murmillo) : gladiateur « lourd » se battant principalement contre le thrace et l'hoplomaque. Au début il combat également contre le rétiaire, mais bien vite le sécutor devient l'adversaire privilégié de ce dernier. Il est armé d'un gladius, et protégé par un casque, un scutum, une manica, et une ocrea courte.
- Munéraire (munerarius) : éditeur du munus. Dans la Rome impériale, les plus importants étaient l'empereur et les hauts magistrats (préteurs, édiles, questeurs, consuls) ; en province, de riches notables ou des magistrats locaux.
- Munus (plur. munera) : combat de gladiateurs. À l'origine, « cadeau » offert à l'occasion de funérailles.
- Ocrea : pièce de métal et de cuir protégeant la jambe. Certains gladiateurs n'en portaient qu'une courte, comme le sécutor, le provocator et le mirmillon, et d'autres deux hautes comme le thrace et l'hoplomaque.
- Palus : pieu sur lequel s'entraînaient les gladiateurs.
- Parmatus : gladiateur équipé d'une parma threcidica, c'est-à-dire un petit bouclier.
- Provocator : armatura par laquelle tout gladiateur débutait sa carrière, du Ier au IIIe siècle. Il est équipé d'un glaive, d'un casque fermé devant sans crête, d'une ocrea montant jusqu'au genou, d'une protection pectorale et d'un bouclier moyen utilisé en percussion. Les provocatores s'affrontent entre eux.
- Rétiaire (retiarius) : gladiateur léger, équipé d'un trident, d'un filet et d'un poignard. Il ne portait pas de casque, sa seule protection était le galerus et la "manica".
- Sagittarius : combattant armé d'un arc (son nom signifie "archer").
- Samnite : type ancien de gladiateur dont le nom évoque les redoutables guerriers du sud de l'Italie qui s'opposèrent à Rome au IVe siècle av. J.-C.

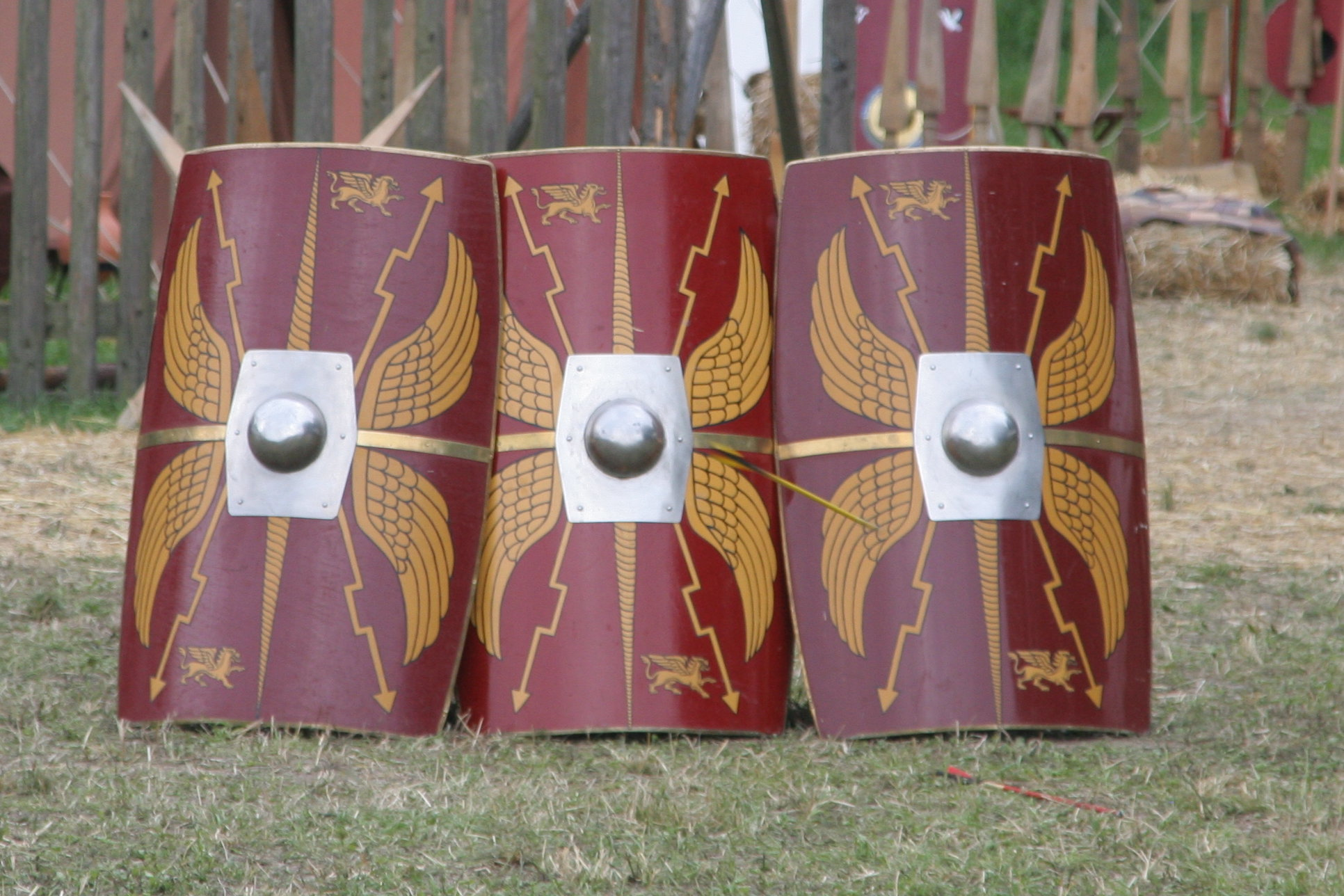
le scutum du légionnaire romain.

- Scutum : long bouclier rectangulaire & cintré.
- Secutor : « le poursuivant » Évolution du Mirmillon, il est l'adversaire du rétiaire, c'était un gladiateur appartenant à la classe des scutati, il est considéré comme un combattant « lourd ». Il est équipé d'un glaive, d'une manica, d'une ocrea courte, d'un grand bouclier "scutum". Son casque à large rebords a une crête arrondie pour éviter d'accrocher le filet du rétiaire.
- Scissor : « celui qui tranche ou qui taille ». Armatura rare qui apparaît dès le Ier siècle. Le scissor, un « anti-rétiaire », constitue une évolution du secutor. Il conserve son casque mais remplace son scutum par un manchon métallique terminé par une demi-lune tranchante. Il est également protégé par une lorica, une armure d'écailles en métal ou de maille.
- Thrace : gladiateur lourd muni d'une dague courbe, la sica supina ou falx supina, d'un petit bouclier carré et de 2 ocreae hautes.
- Tiro (pl. tirones) : gladiateur novice (le terme s'emploie aussi pour un soldat novice, un "bleu").
- Venatio (plur. venationes) : chasse, combat d'animaux entre eux ou contre des hommes, sous toutes ses formes.
- Venator : combattant prenant part à une venatio. Chasseur d'animaux sauvages destinés à l'arène, souvent confondu avec les gladiateurs et les condamnés à mourir « par les fauves » (damnatio ad bestias).

## Idées reçues

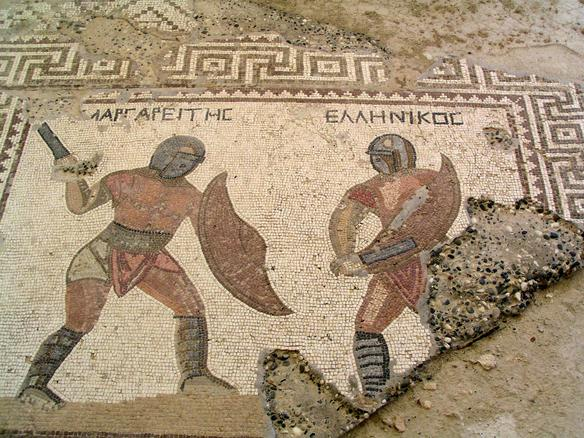
Deux essédaires pratiquent la gladiature sportive avec des glaives sans pointe. Avant d'être un spectacle sanglant, la gladiature est un art martial prisé par le public qui recherche la qualité des affrontements en termes de technicité, de vigueur des frappes et de dramaturgie (mosaïque de Kourion).

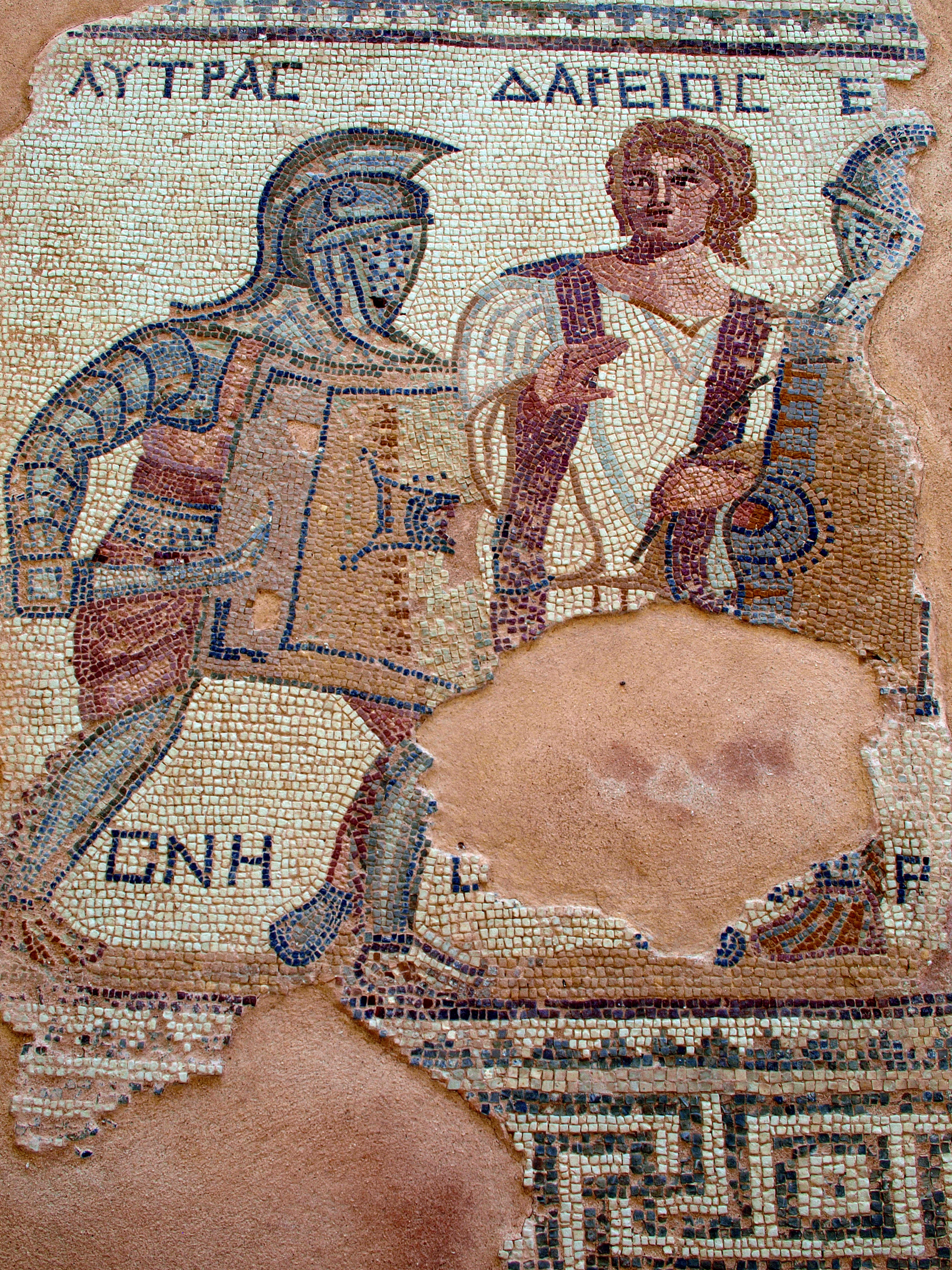
Arbitre reconnaissable à sa tunique blanche. Maison des gladiateurs à Kourion.

La formule « Ave Cæsar, morituri te salutant », pouvant être traduite par « Salut, César, ceux qui vont mourir te saluent » , n'était pas prononcée de façon rituelle par les gladiateurs avant de combattre à mort. En réalité cette phrase, authentique, a été prononcée vers 52 par des soldats condamnés pour faute grave, devant se battre à mort lors d'une naumachie organisée par l'empereur Claude (10 av. J.-C. – 54) afin de fêter la fin des travaux d’assèchement du lac Fucin.
Les combats étaient en réalité infiniment moins létaux et cruels que le montrent les productions cinématographiques (péplums). Ballet, Bazin et Vranceanu (2012, 2013) démontrent que, in fine, des stratégies coopératives semblent émerger dans l'arène. Cette coopération correspondait aux situations de professionnalisation des gladiateurs issues d'écoles de gladiature, considérés comme des sportifs de haut niveau et comme un investissement de valeur, leur entraînement durant des années. Certes, les combats étaient sanglants et violents, mais pas si éloignés que cela des pratiques sportives actuelles (catch), d'autant plus qu'il arrivait que les gladiateurs combattaient parfois avec des armes non tranchantes (glaives en plomb, armes mouchetées),. Les combats étaient ainsi très codifiés, et suivaient une règle avancée par l'arbitre du jeu (summa rudis) et son second (secunda rudis), ainsi que par la sentence édictée par le juge-arbitre (munerarius). La férocité des combats n'était souvent qu'apparente, car ces derniers respectaient une complexité. Il s'agissait avant tout de livrer un spectacle de qualité devant un public averti, empreint d’esthétisme, et non pas une mise à mort, la logique d'un combat étant de mettre en scène la « reddition » et le « sacrifice » du vaincu.
Il est bien attesté que les deux combattants pouvaient être « renvoyés debout », c'est-à-dire que l'on déclarait le match nul (en Latin stantes missi, comme inscrit sur le médaillon de Cavillargues), sauf certain combats (en Latin sine missione) qui étaient l'exception. Celui de Priscus contre Verus devait en être un, mais devant l'insistance de la foule (à réclamer leur grâce), l'empereur Titus décida de leur accorder la palme (la victoire) à tous deux (seule façon de ne pas se dédire).
Il en ressort que la motivation des combattants était la richesse et la gloire, mais à condition d'assurer un « beau » spectacle. La finalité des affrontements n'était pas de tuer, mais de provoquer des blessures conduisant à l'abandon. Il y a donc une réelle coopération au sein des gladiateurs (et les risques de décès restaient très limités). « Ces règles de coopération, tout en réduisant la probabilité de mort dans l'arène, permettaient de renforcer la qualité du spectacle, et de fait, délimitaient le champ de la concurrence pour qu'elle soit durable », c'est-à-dire en évitant « la disparition par mort de trop de concurrents. […] L'issue coopérative peut ainsi être assimilée à un équilibre de Nash » (Ballet, Bazin et Vranceanu, 2013). De plus, la mise à mort fut interdite à certaines périodes. Il a été ainsi estimé que sous l'empereur Auguste, un gladiateur meurt, en moyenne, à son dixième duel (le nombre de victimes lors d'un spectacle s'élevant ainsi à 10 %).
L'arrêt du combat se fait par le vaincu ou l'arbitre qui lève le bras. Le signal de la mort est décidé par l'éditeur des jeux, suivant l'avis du public. Les gestes du pouce, rendus célèbres par le tableau de Gérôme, que le pouce soit tourné vers le bas pour demander la mort d'un gladiateur vaincu, ou vers le haut pour demander sa grâce, et que l'on retrouve dans la plupart des ouvrages de vulgarisation sur le sujet, font cependant l'objet d'interprétations différentes : les textes de l'Antiquité, ceux de Juvénal et de l'auteur chrétien Prudence en particulier, évoquent bien le peuple en train d'ordonner la mort d'un gladiateur « en renversant le pouce » (en latin : verso pollice) ; mais certains latinistes interprètent plutôt ces deux mots comme « le pouce tendu », voire « le doigt pointé » vers le gladiateur qu'on voulait voir mourir, et il est difficile d'imaginer l'éditeur des jeux dans de grandes arènes pouvant décompter les gens tournant le pouce vers le haut ou vers le bas. Le signe de mort, bien plus visible de tous, était peut-être un ou plusieurs doigts tendus (symbole de la lame blanche, de la mort) vers le vaincu ou un geste différent selon les arènes. La foule pouvait également demander la mort par le cri « Jugula ! » (« Égorge-le ! ») bien que les mises à mort ne se faisaient jamais par égorgement. Le signe de grâce, selon un texte de Martial interprété par Éric Teyssier, serait un tissu, la mappa (serviette contenant le casse-croûte, mouchoir, foulard) agitée par les spectateurs.
Contrairement à certaines idées reçues, le régime alimentaire des gladiateurs était principalement végétarien, comme d'ailleurs pour le reste de la population; cependant, leur régime était plus particulier, appelé « gladiatoriam saginam », qui incluait beaucoup de glucides simples : des légumineuses comme des fèves (sous forme de soupe) et des haricots, et des céréales telles que le blé ou l'orge (soit sous forme de pudding, soit avec de l'eau comme boisson). Pour cette raison, les gladiateurs étaient désignés comme « hordearii » ou « mangeurs d'orge ». De ce fait, leur repas était principalement composé de céréales et légumes secs, sans viande ou alors très peu. Des fruits secs étaient également consommés. Au-delà de fournir assez d'énergie pour tenir un combat, une consommation importante de glucides simples emmène à la production de graisse sous-cutanée, ce qui était le but recherché des gladiateurs. En effet, les coussins de graisse permettaient de protéger davantage des coupures et de sauvegarder principalement les nerfs et les vaisseaux sanguins. Ainsi, les gladiateurs se blessaient surtout au niveau cutané, présentant des plaies superficielles ; même avec des effusions de sang, ils pouvaient tenir assez longtemps, ce qui offrait un certain spectacle au public de l'arène,. D'autre part, du fait de cette corpulence intentionnelle, les gladiateurs musclés aux traits saillants relèvent plus d'un mythe que de la réalité, en dépit des différentes représentations des artistes de l'époque qui les montraient forts athlétiquement tout en étant sveltes, car les hommes qui participaient à des compétitions sportives devaient être représentés, à l'instar des philosophes et des dieux, comme plus près de la perfection. Après un combat ou un entraînement, ils ingéraient également des « boissons aux cendres ». Cette boisson était faite de cendres de plantes et servait de fortifiant, à l'image des compléments alimentaires que les sportifs actuels utilisent après un effort physique. Des scientifiques suisses de l’université de Berne et autrichiens de l’université médicale de Vienne ont découvert un taux de strontium assez élevé dans les os des mermillons et autres rétiaires, dû à une consommation accrue de minéraux via une source de calcium riche en strontium probablement issue des cendres de ces plantes.

## Gladiateurs célèbres

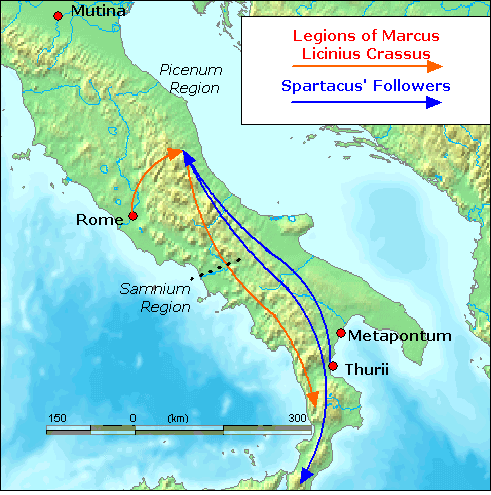
Les combats entre Crassus et Spartacus.

Voici une liste de gladiateurs romains célèbres.
Liste non exhaustive
- Commodus, surnommé le « Hercule romain » en raison de combats de gladiateurs auxquels il participe ;
- Spartacus, soldat thrace d’origine, fut capturé par les Romains puis vendu comme esclave ; il est à l'origine de la plus grande révolte d'esclave, survenue entre 73 et 71 avant JC
- Crixos, d'origine gauloise lors de la troisième guerre servile ;
- Gannicus, esclave rebelle romain du Ier siècle av. J.-C ;
- Œnomaüs, l'un des lieutenants de Spartacus ;
- Verus, l'empereur fit donner à chacun la palme du vainqueur et la rudis (baguette en bois)[N 24] ;
- Priscus, l'empereur fit donner à chacun la palme du vainqueur et la rudis (baguette en bois)[N 25] ;
- Flamma, gladiateur syrien sous le règne d'Hadrien.

## Dans l'art et la culture populaire

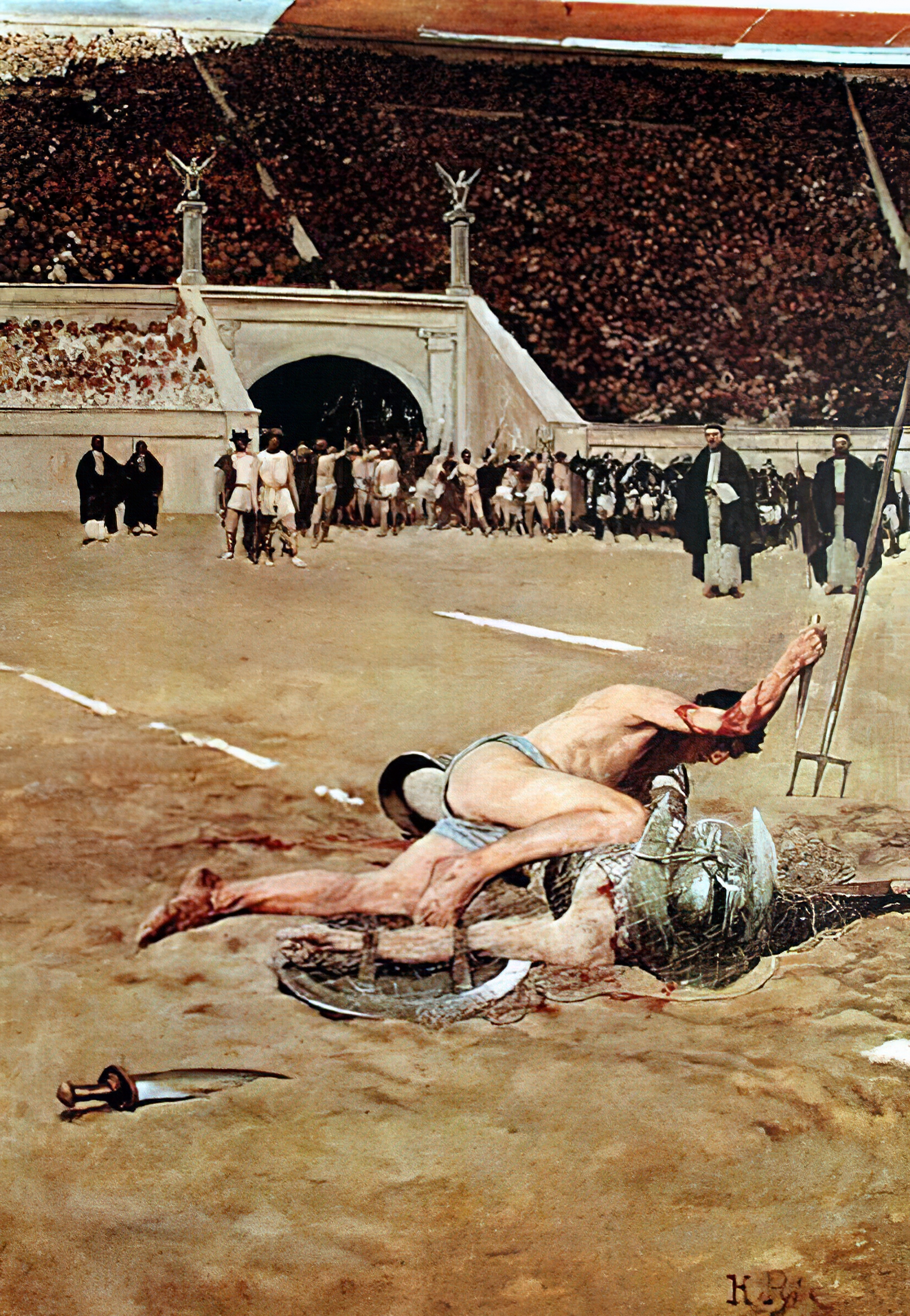
Gladiateurs par Howard Pyle (1911).

La culture populaire, la littérature et les arts graphiques continuent de véhiculer les mêmes clichés sur l'univers des gladiateurs depuis le XIXe siècle. C'est particulièrement le cas d'un genre cinématographique, le péplum qui produit des films donnant leur vision, stéréotypée parfois, archéologique d'autres fois, du gladiateur. Les libertés qui sont prises avec l'histoire, souvent anachroniques (notamment au niveau des costumes), des erreurs historiques ou des invraisemblances (tel le Pollice verso ou les catégories de combattants), suscitent toujours aujourd'hui des dérives.
De nombreux péplums ont mis en scène la vie quotidienne des gladiateurs et ont reconstitué leurs combats dans l'arène. Parmi les plus connus, on peut citer Spartacus (de Stanley Kubrick, sorti en 1960), Barabbas (de Richard Fleischer, sorti en 1961), Le Fils de Spartacus (de Sergio Corbucci, sorti en 1962), Gladiator (de Ridley Scott, sorti en 2000), ou encore la série télévisée Spartacus : Le Sang des gladiateurs (de Steven S. DeKnight, Robert Tapert et Sam Raimi, diffusée en 2010).
Des documentaires ont également été consacrés au sujet, comme Gladiateurs, docufiction franco-britannique diffusé en 2004 et inspiré de la vie du gladiateur Verus.